# Xylophanes
Xylophanes es un género de polillas perteneciente a la familia de los esfíngidos. Hay 96 especies y subespecies en el género.
Son de distribución principalmente neotropical. Algunas especies son migratorias.

## Especies
Este género contiene las siguientes especies:
- Xylophanes acrus Rothschild & Jordan, 1910
- Xylophanes adalia (Druce, 1881)
- Xylophanes aglaor (Boisduval, 1875)
- Xylophanes alexandrei Haxaire & Vaglia, 2009
- Xylophanes alvarezsierrai Álvarez Corral, 2001
- Xylophanes amadis (Stoll, 1782)
- Xylophanes anubus (Cramer, 1777)
- Xylophanes aristor (Boisduval, 1870)
- Xylophanes balcazari Haxaire & Vaglia, 2008[1]
- Xylophanes barbuti Haxaire & Eitschberger, 2007
- Xylophanes belti (Druce, 1878)
- Xylophanes bilineata Gehlen, 1928
- Xylophanes blanca Eitschberger, 2001
- Xylophanes ceratomioides (Grote & Robinson, 1867)
- Xylophanes chiron (Drury, 1773)
- Xylophanes clarki Ramsden, 1921
- Xylophanes colinae Haxaire, 1994
- Xylophanes columbiana Clark, 1935
- Xylophanes cosmius Rothschild & Jordan, 1906
- Xylophanes crenulata Vaglia & Haxaire, 2009
- Xylophanes crotonis (Walker, 1856)
- Xylophanes cthulhu Haxaire & Vaglia, 2008[1]
- Xylophanes cyrene (Druce, 1881)
- Xylophanes damocrita (Druce, 1894)
- Xylophanes depuiseti (Boisduval, 1875)
- Xylophanes docilis (Butler, 1875)
- Xylophanes dolius (Rothschild & Jordan, 1906)
- Xylophanes elara (Druce, 1878)
- Xylophanes epaphus (Boisduval, 1875)
- Xylophanes eumedon (Boisduval, 1875)
- Xylophanes falco (Walker, 1856)
- Xylophanes fassli Gehlen, 1928
- Xylophanes fernandezi Chacin, Clavijo & De Marmels, 1996
- Xylophanes ferotinus Gehlen, 1930
- Xylophanes fosteri Rothschild & Jordan, 1906
- Xylophanes furtadoi Haxaire, 2009
- Xylophanes fusimacula (R Felder, 1874)
- Xylophanes germen (Schaus, 1890)
- Xylophanes godmani (Druce, 1882)
- Xylophanes guianensis (Rothschild, 1894)
- Xylophanes gundlachii (Herric-Schaffer, 1863)
- Xylophanes hannemanni Closs, 1917
- Xylophanes haxairei Cadiou, 1985
- Xylophanes huloti Haxaire & Vaglia, 2008
- Xylophanes hydrata Rothschild & Jordan, 1903
- Xylophanes indistincta Closs, 1915
- Xylophanes irrorata (Grote, 1865)
- Xylophanes isaon (Boisduval, 1875)
- Xylophanes jamaicensis Clark, 1935
- Xylophanes jordani Clark, 1916
- Xylophanes josephinae Clark, 1920
- Xylophanes juanita Rothschild & Jordan, 1903
- Xylophanes kaempferi Clark, 1931
- Xylophanes katharinae Clark, 1931
- Xylophanes kiefferi Cadiou, 1995
- Xylophanes lamontagnei Vaglia & Haxaire, 2007
- Xylophanes letiranti Vaglia & Haxaire, 2003
- Xylophanes libya (Druce, 1878)
- Xylophanes lichyi Kitching & Cadiou, 2000
- Xylophanes lissyi Eitschberger, 2001
- Xylophanes loelia (Druce, 1878)
- Xylophanes lolita Haxaire & Vaglia, 2008[1]
- Xylophanes macasensis Clark, 1922
- Xylophanes maculator (Boisduval, 1875)
- Xylophanes marginalis Clark, 1917
- Xylophanes media Rothschild & Jordan, 1903
- Xylophanes meridanus Rothschild & Jordan, 1910
- Xylophanes mineti Haxaire & Vaglia, 2004
- Xylophanes mirabilis Clark, 1916
- Xylophanes monzoni Haxaire & Eitschberger, 2003
- Xylophanes mossi Clark, 1917
- Xylophanes mulleri Clark, 1920
- Xylophanes nabuchodonosor Oberthür, 1904
- Xylophanes neoptolemus (Cramer, 1780)
- Xylophanes norfolki Kernbach, 1962
- Xylophanes obscurus Rothschild & Jordan, 1910
- Xylophanes ockendeni Rothschild, 1904
- Xylophanes pearsoni Soares & Motta, 2002
- Xylophanes pistacina (Boisduval, 1875)
- Xylophanes ploetzi (Moschler, 1876)
- Xylophanes pluto (Fabricius, 1777)
- Xylophanes porcus (Hübner, 1823)
- Xylophanes porioni Cadiou, 2000
- Xylophanes pyrrhus Rothschild & Jordan, 1906
- Xylophanes resta Rothschild & Jordan, 1903
- Xylophanes rhodina Rothschild & Jordan, 1903
- Xylophanes rhodocera (Walker, 1856)
- Xylophanes rhodochlora Rothschild & Jordan, 1903
- Xylophanes rhodotus Rothschild, 1904
- Xylophanes robinsonii (Grote, 1865)
- Xylophanes rothschildi (Dognin, 1895)
- Xylophanes rufescens (Rothschild, 1894)
- Xylophanes sarae Haxaire, 1989
- Xylophanes schausi (Rothschild, 1894)
- Xylophanes schreiteri Clark, 1923
- Xylophanes schwartzi Haxaire, 1992
- Xylophanes staudingeri (Rothschild, 1894)
- Xylophanes suana (Druce, 1889)
- Xylophanes tersa (Linnaeus, 1758, 1771)
- Xylophanes thyelia (Linnaeus, 1758, 1758)
- Xylophanes titana (Druce, 1878)
- Xylophanes turbata (Edwards, 1887)
- Xylophanes tyndarus (Boisduval, 1875)
- Xylophanes undata Rothschild & Jordan, 1903
- Xylophanes vagliai Haxaire, 2003
- Xylophanes virescens (Butler, 1875)
- Xylophanes xylobotes (Burmeister, 1878)
- Xylophanes zurcheri (Druce, 1894)

## Imágenes

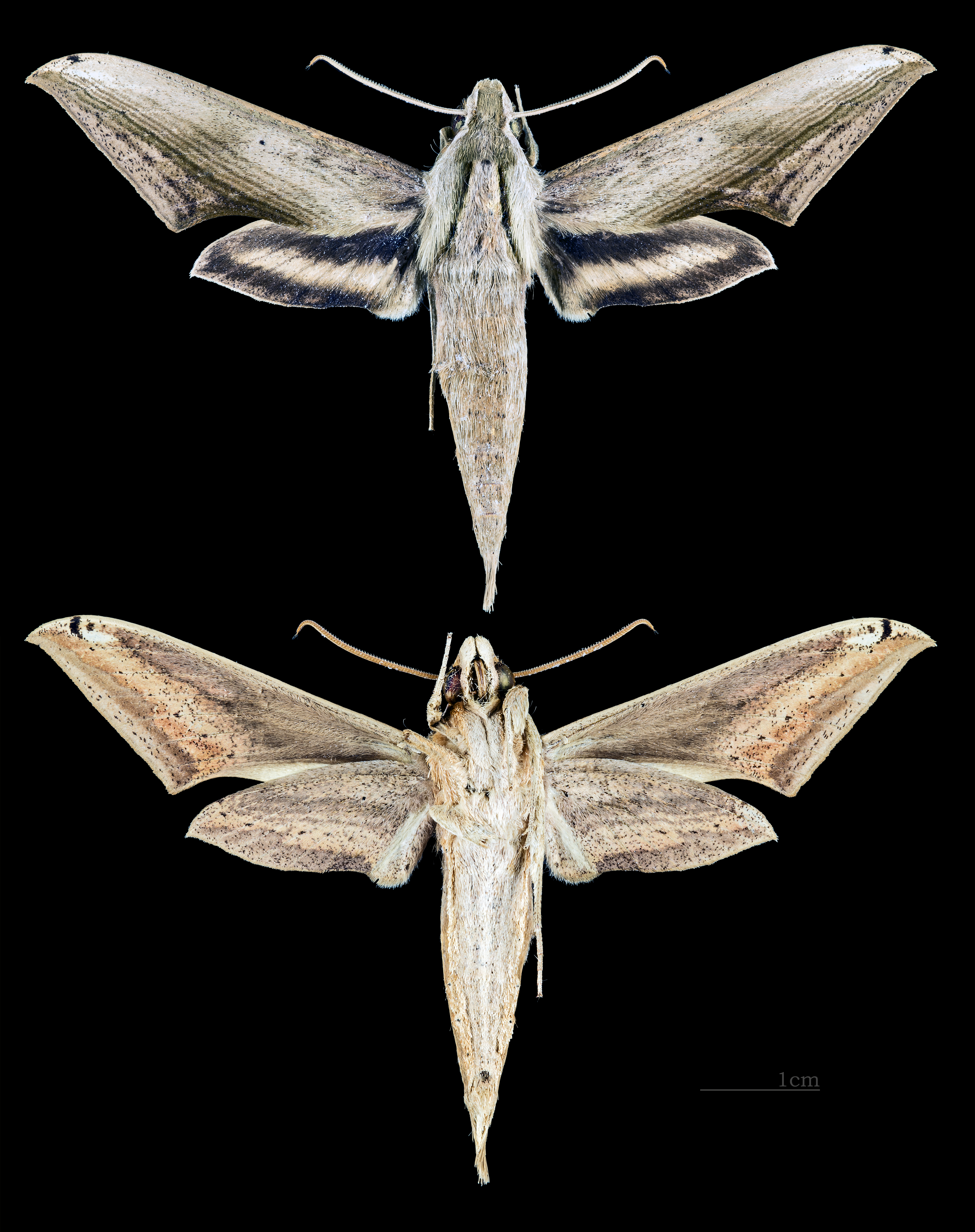
Xylophanes aglaor
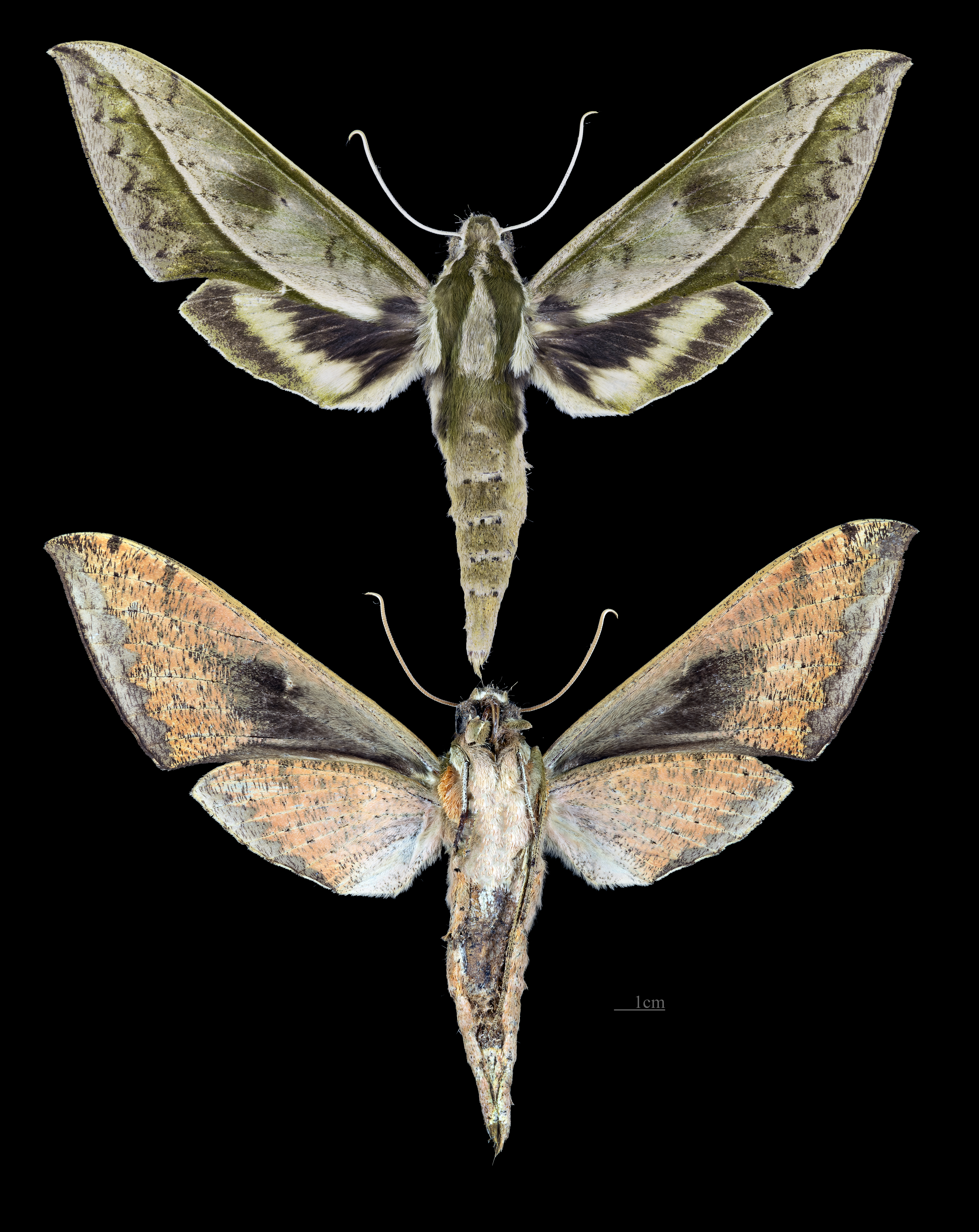
Xylophanes amadis
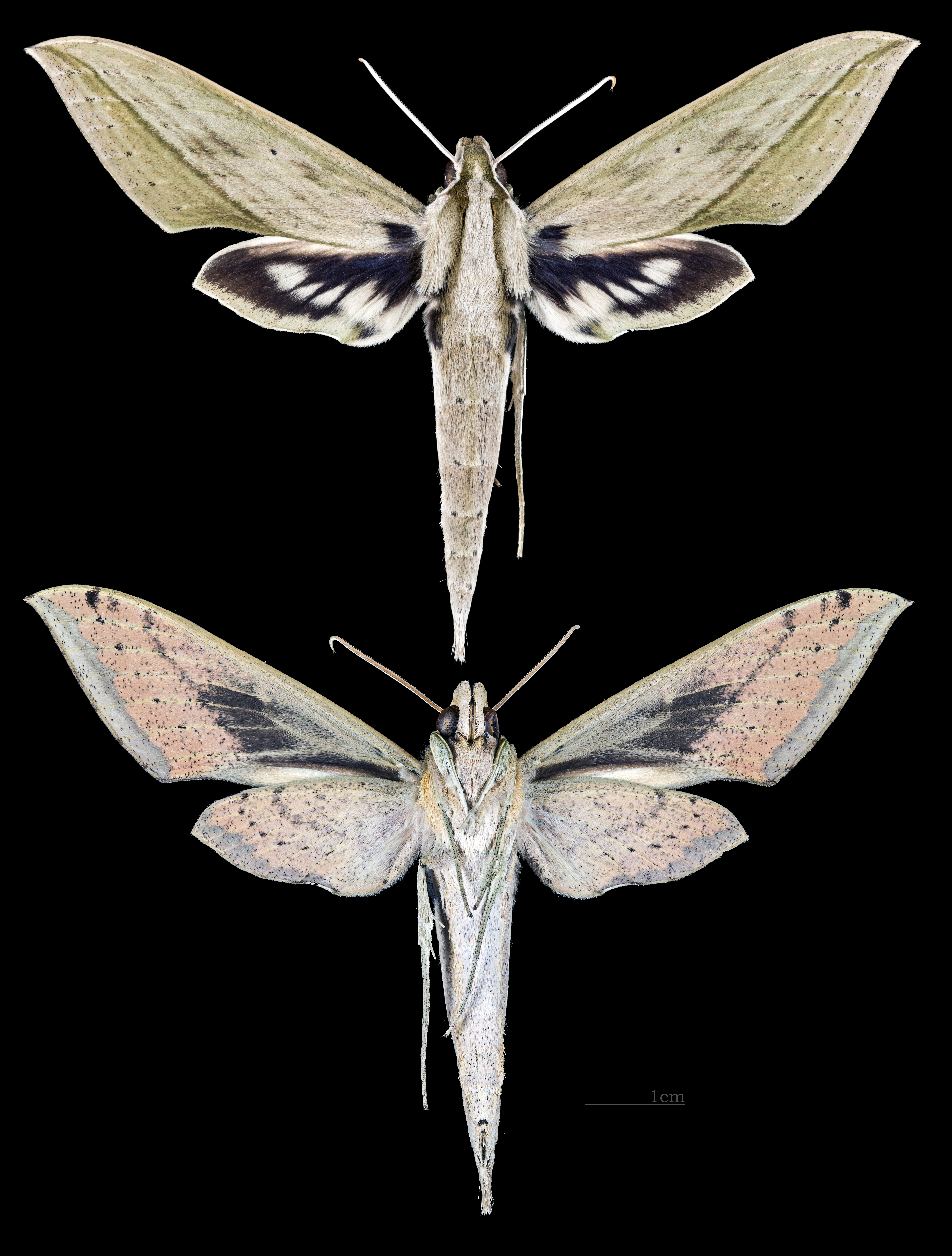
Xylophanes anubus
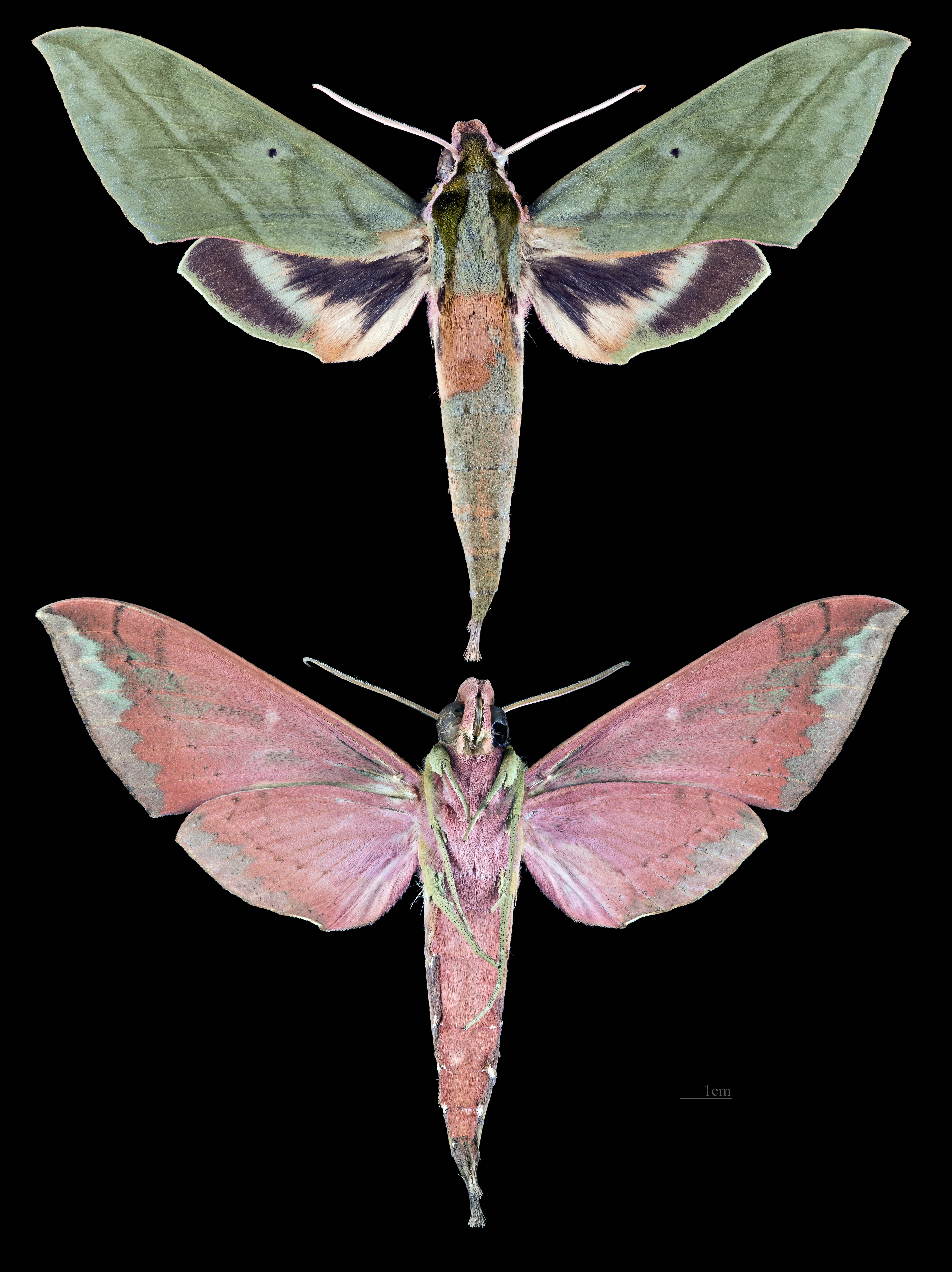
Xylophanes belti
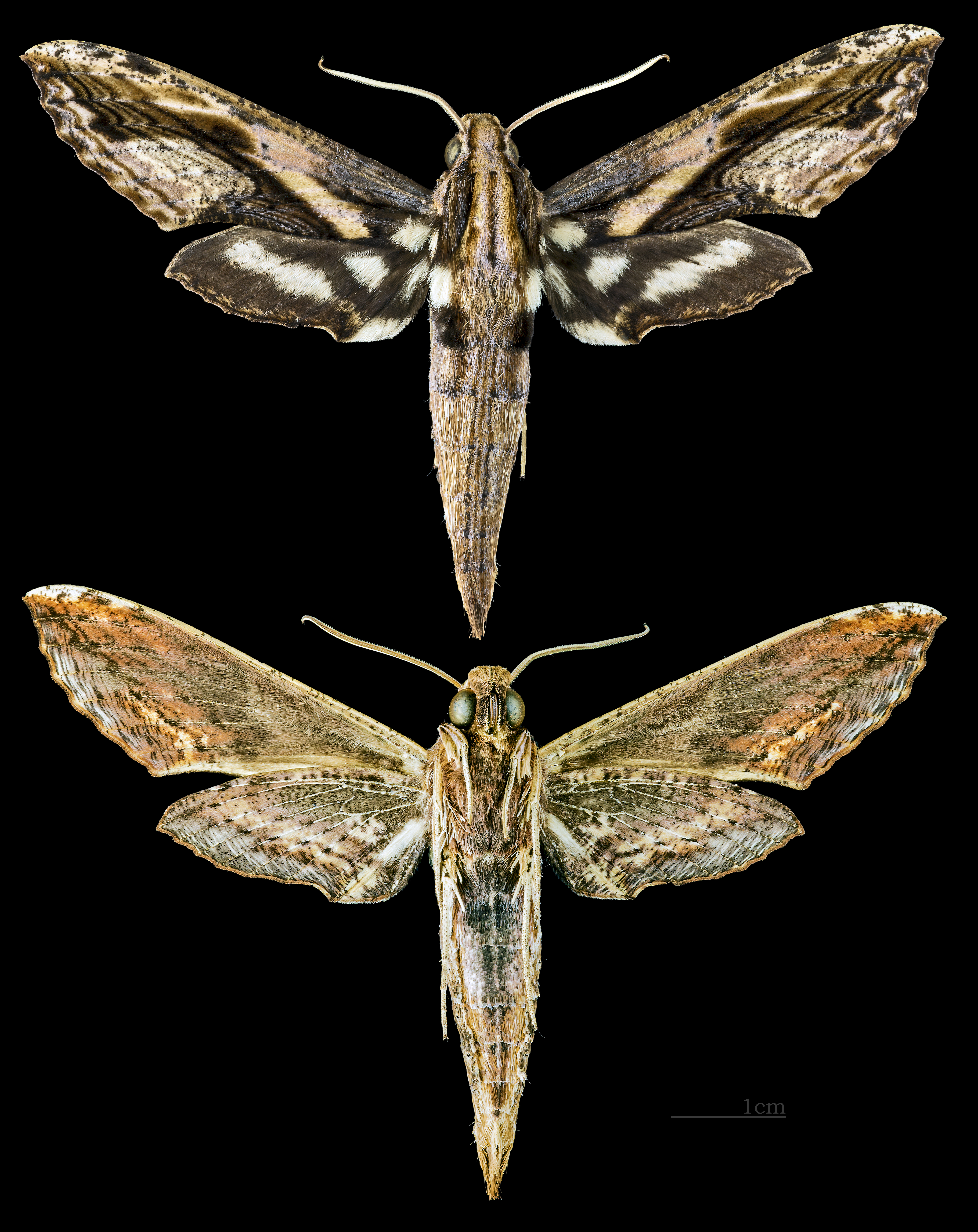
Xylophanes ceratomioides
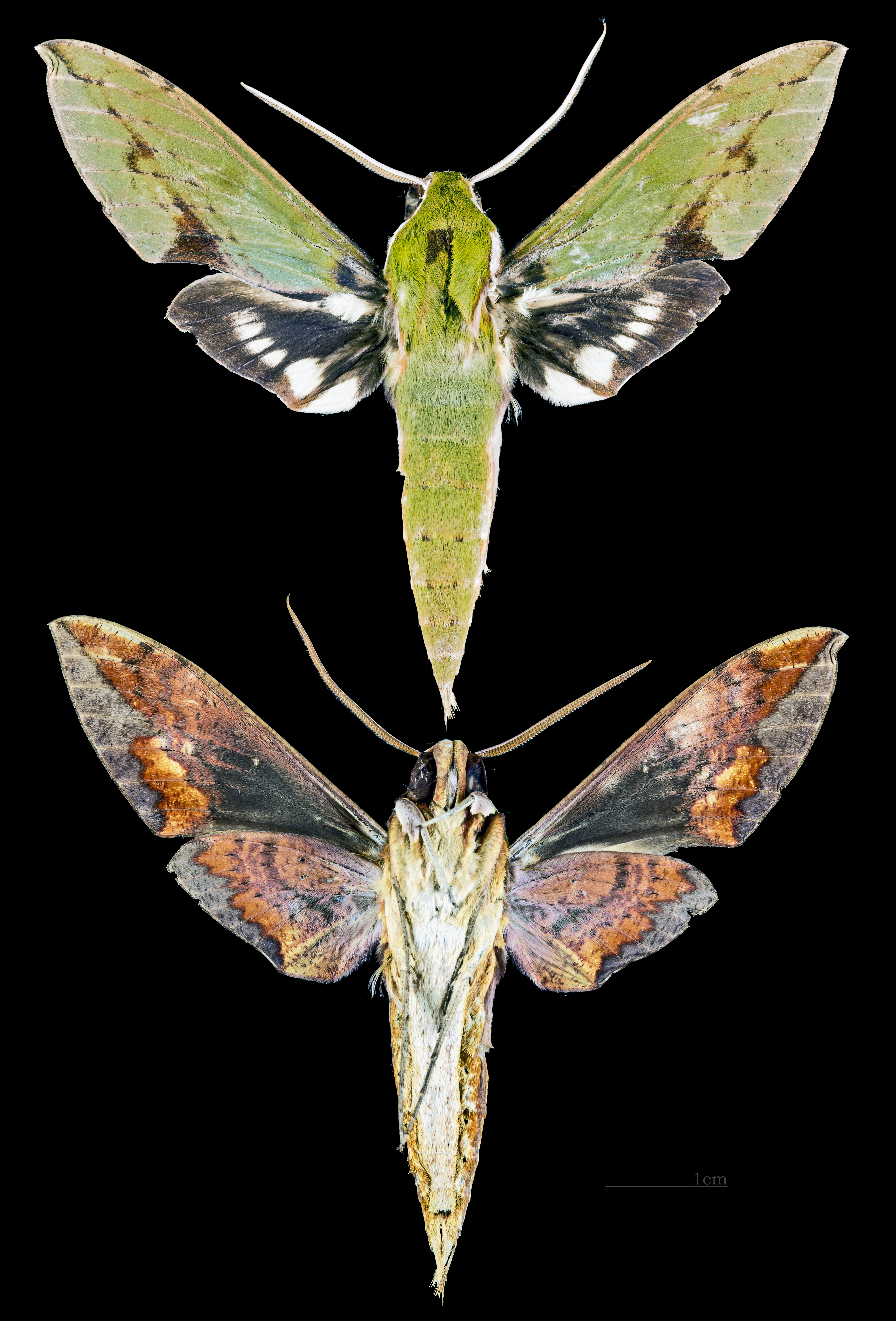
Xylophanes chiron
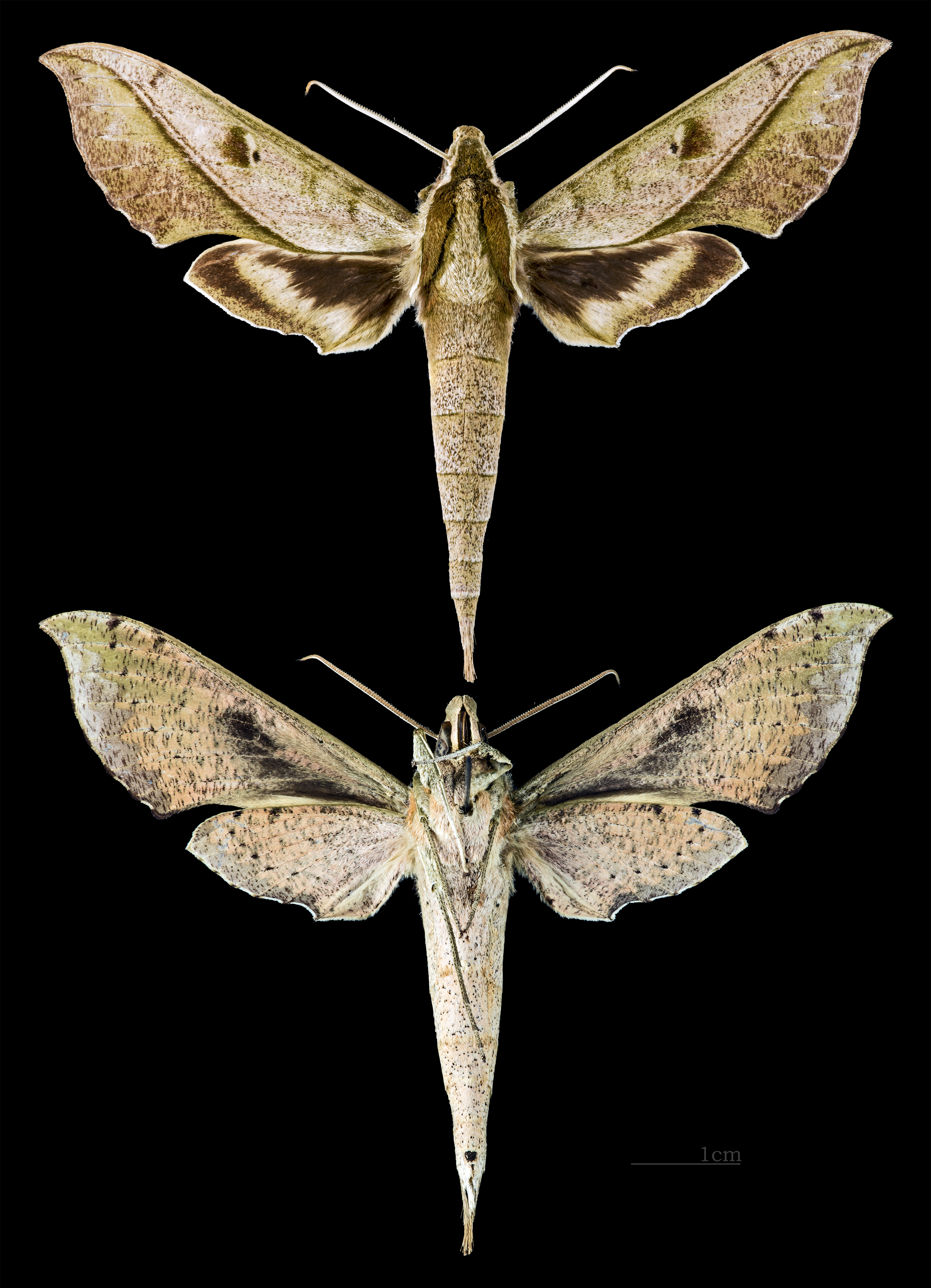
Xylophanes cosmius
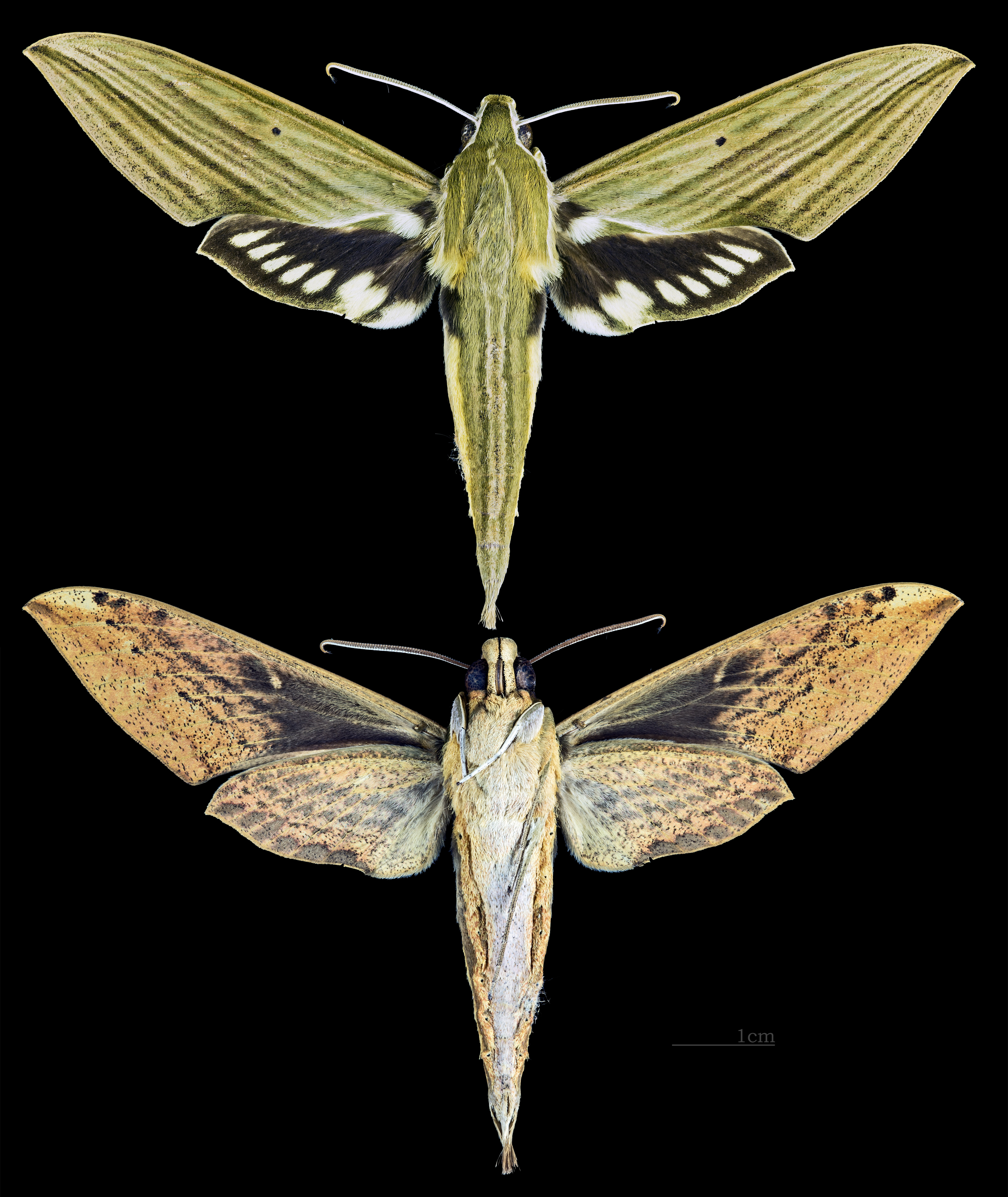
Xylophanes crotonis
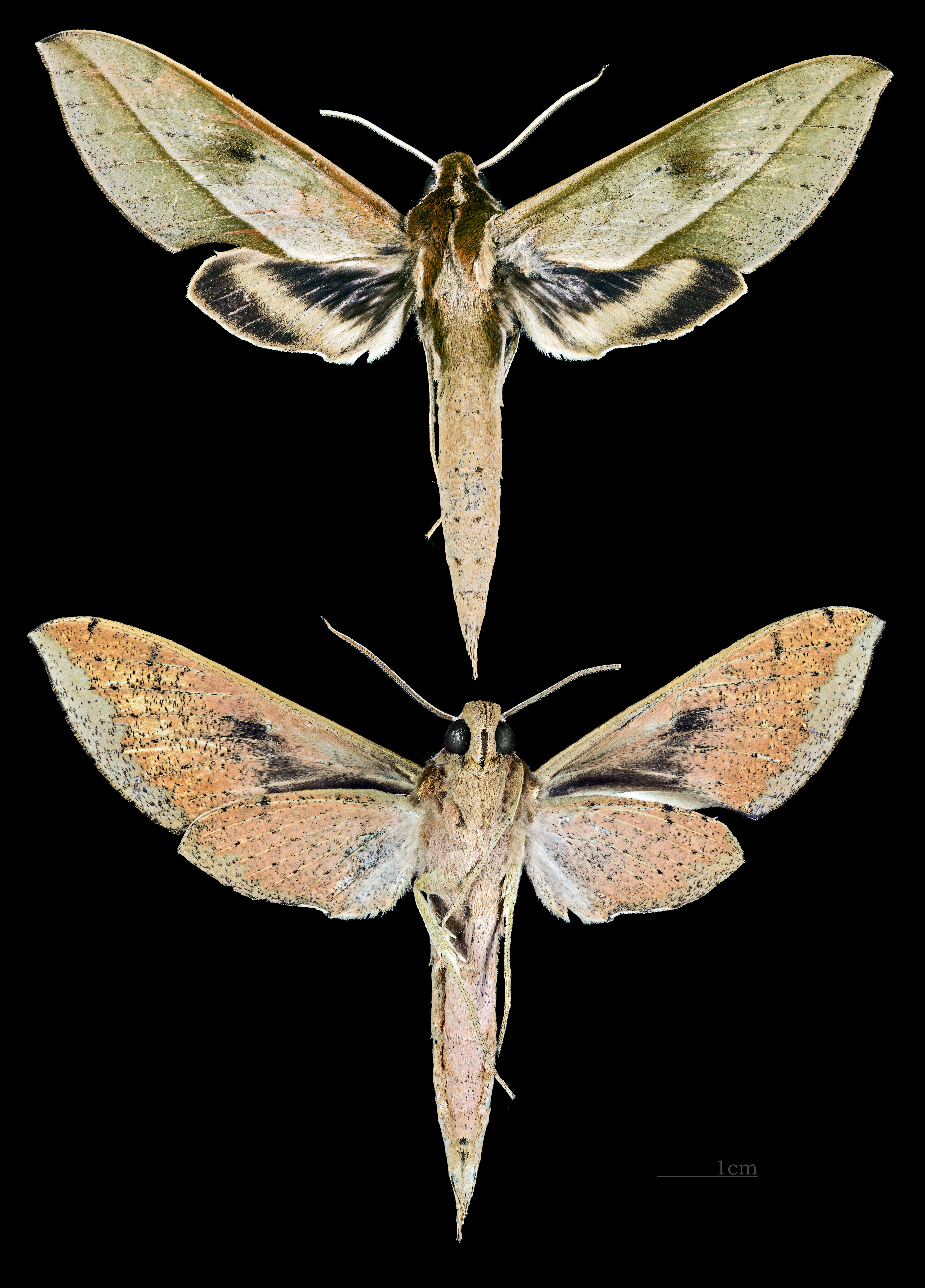
Xylophanes cyrene
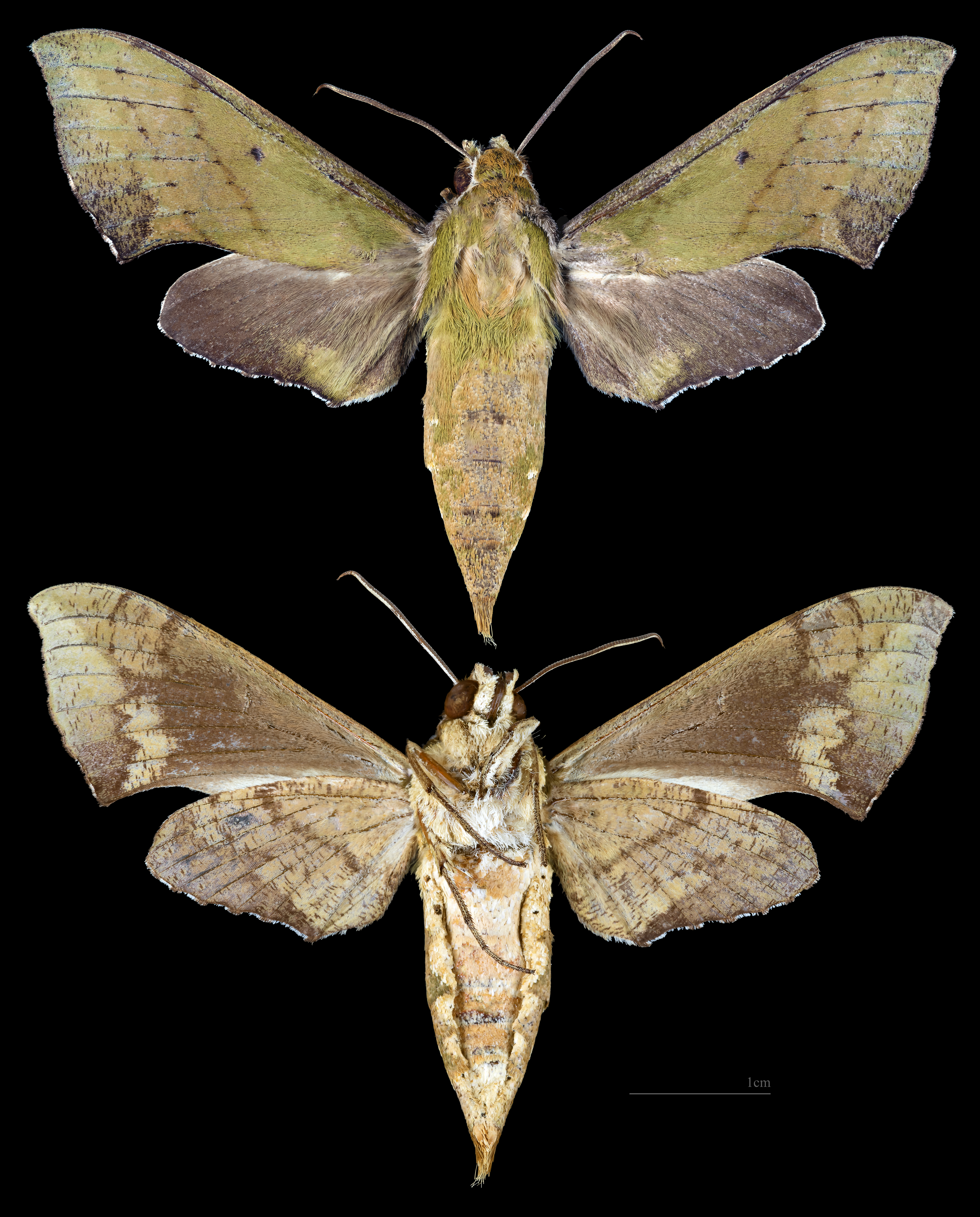
Xylophanes depuiseti
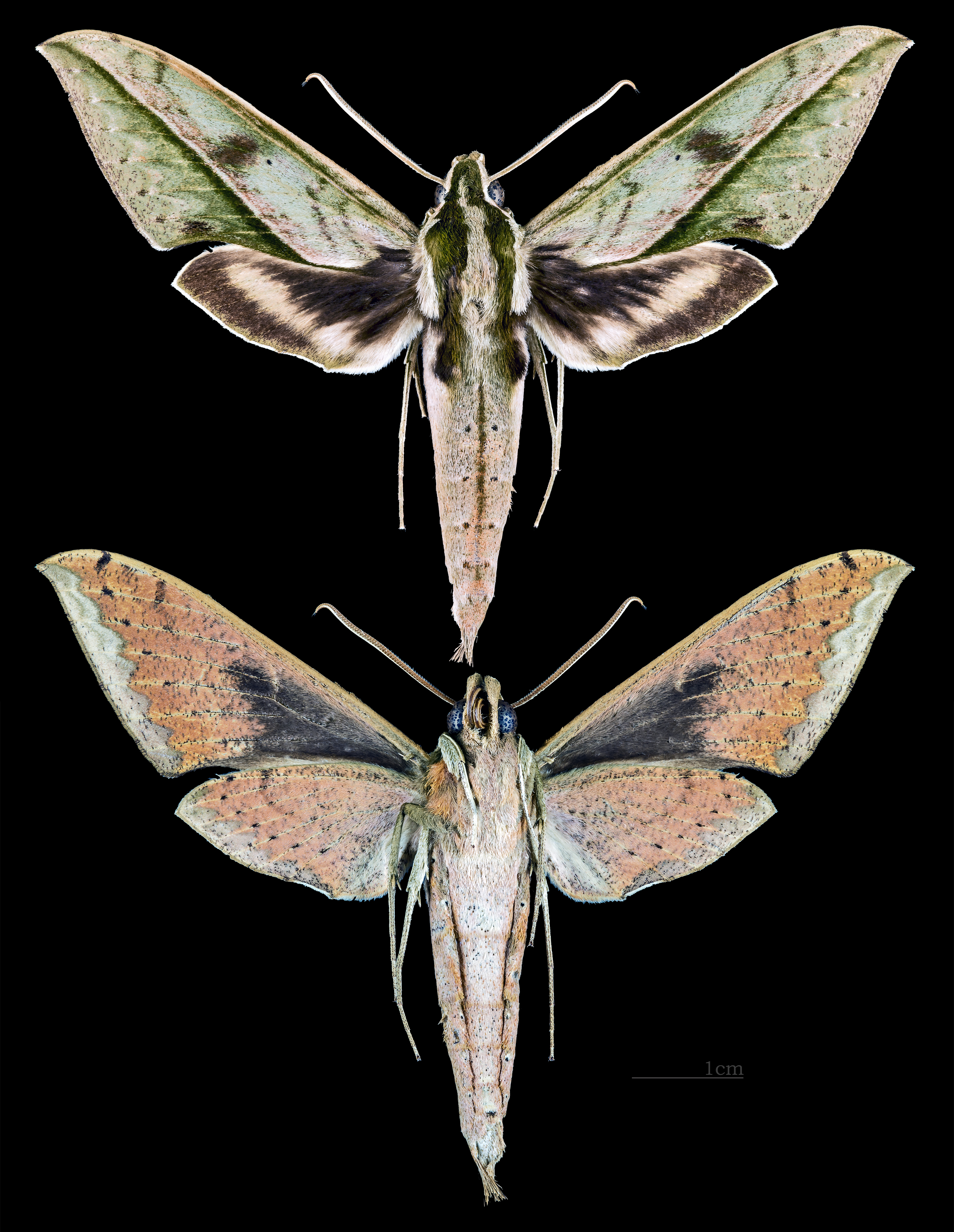
Xylophanes docilis
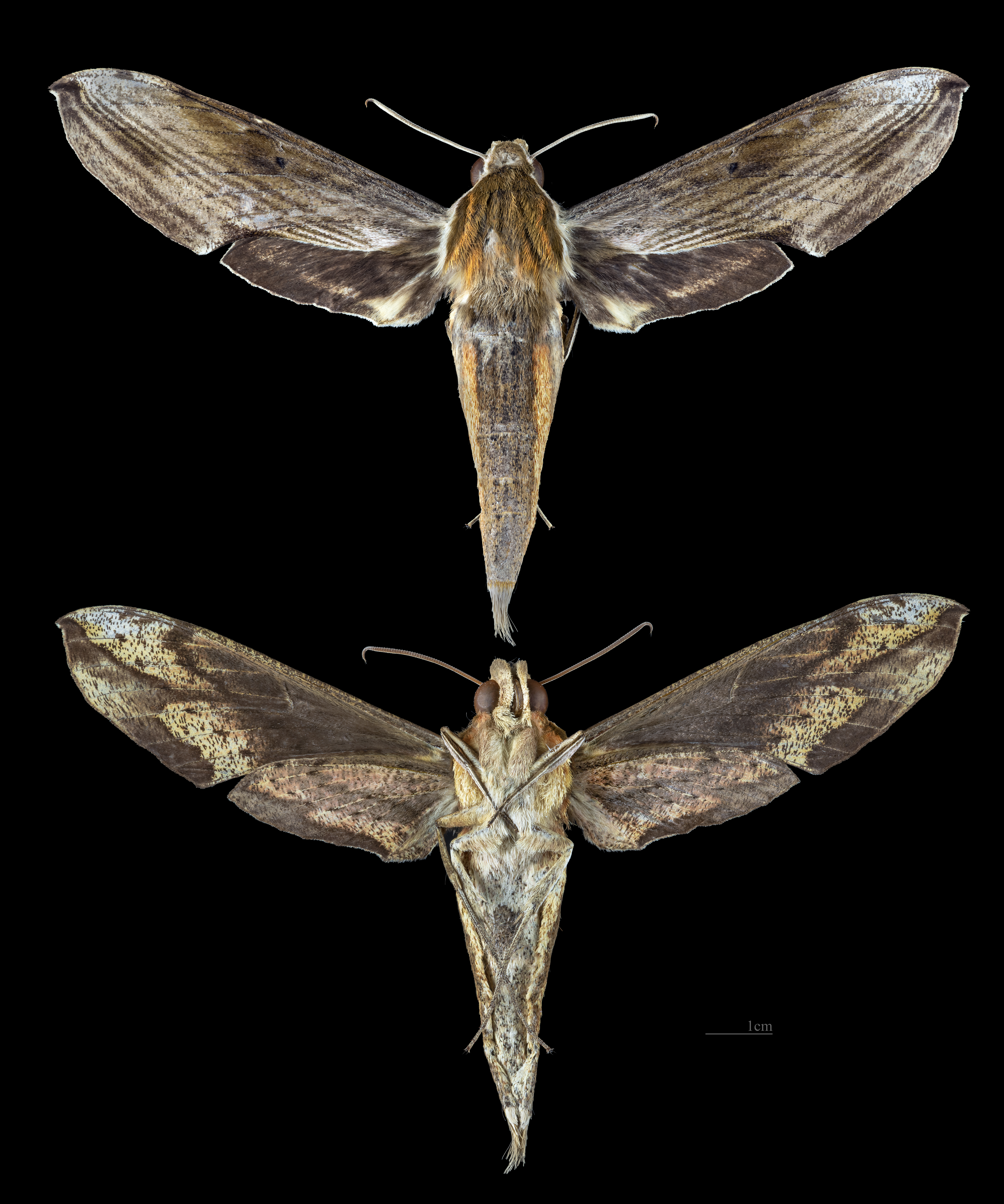
Xylophanes dolius
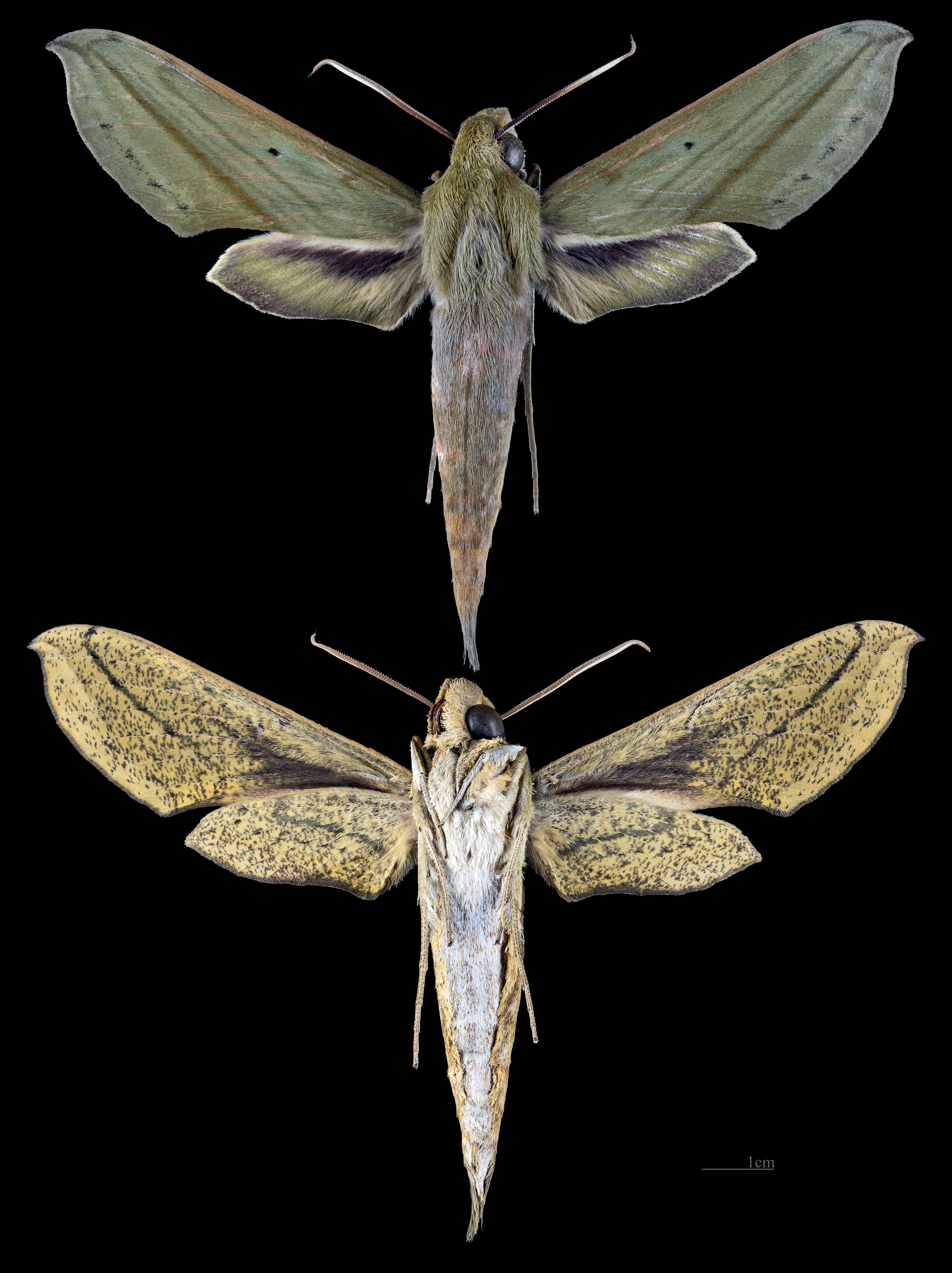
Xylophanes elara
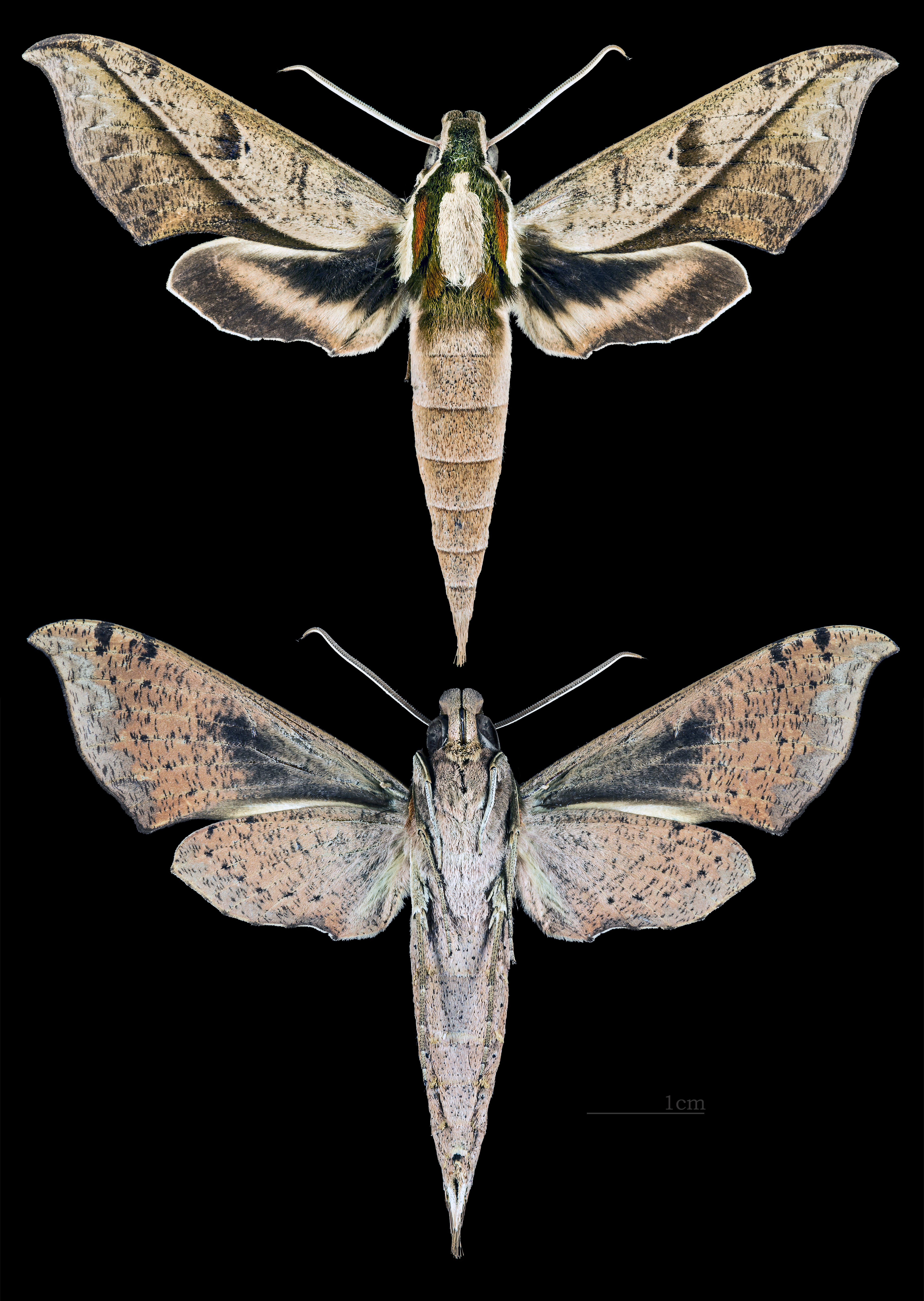
Xylophanes epaphus
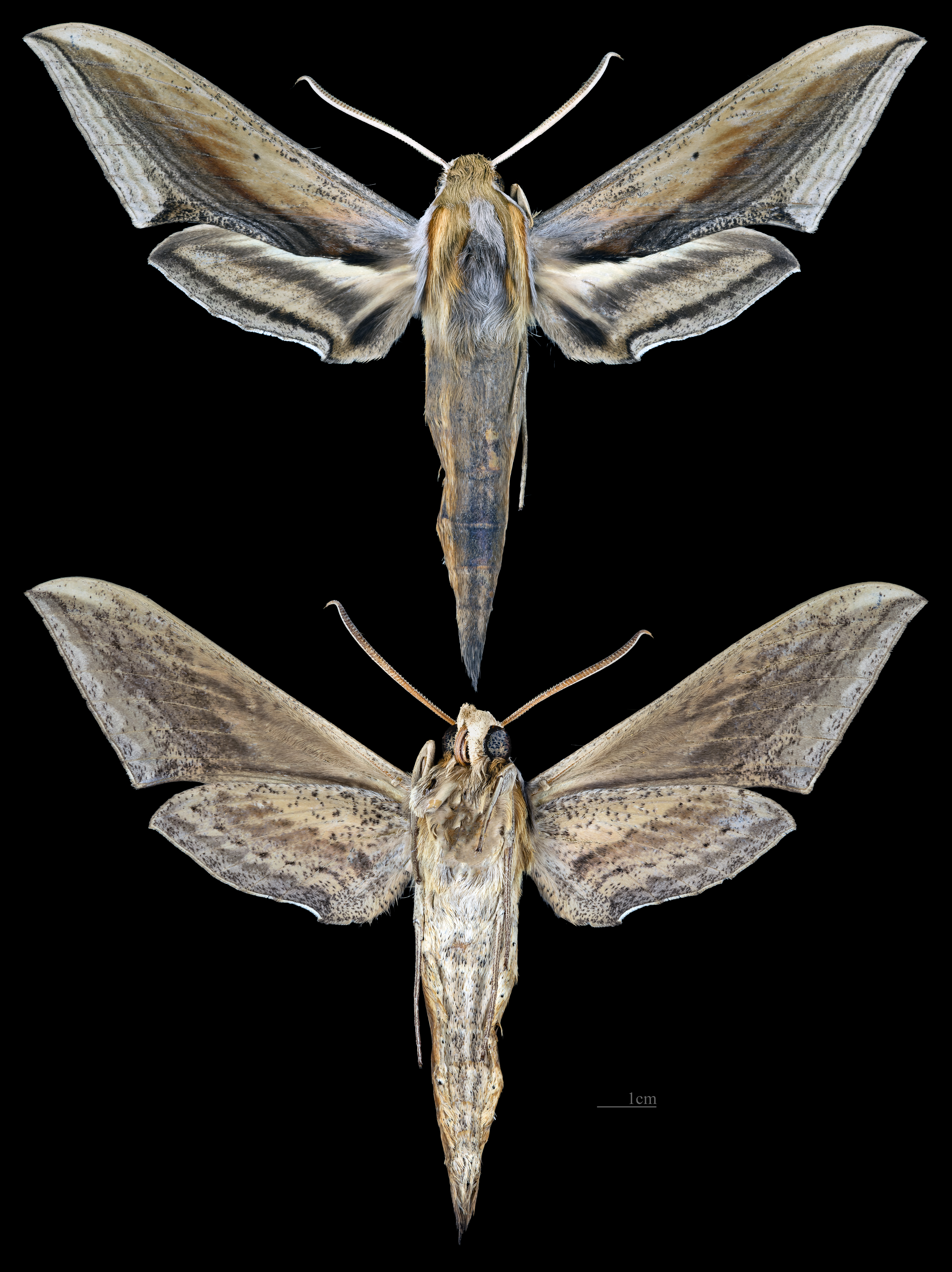
Xylophanes falco
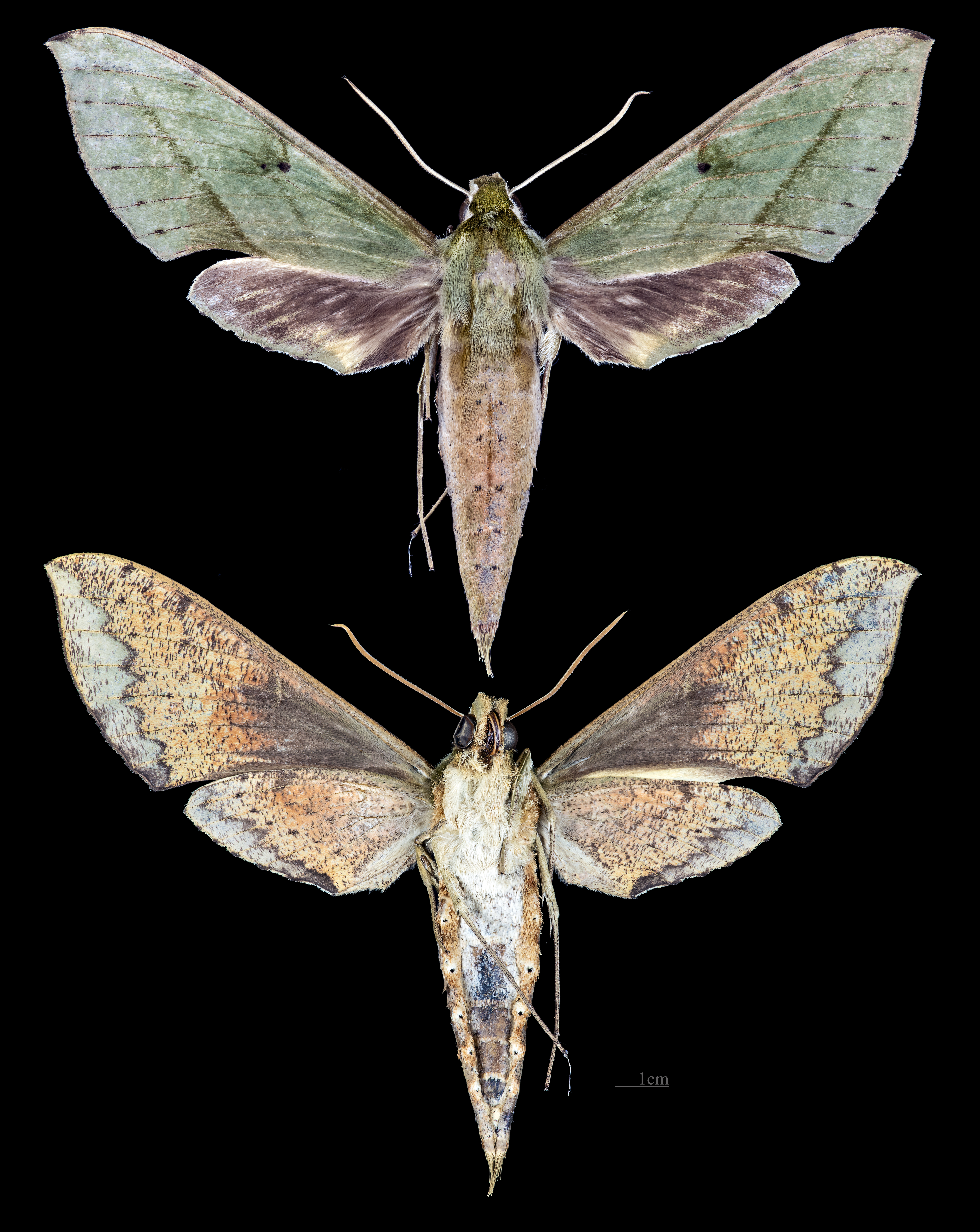
Xylophanes fassli
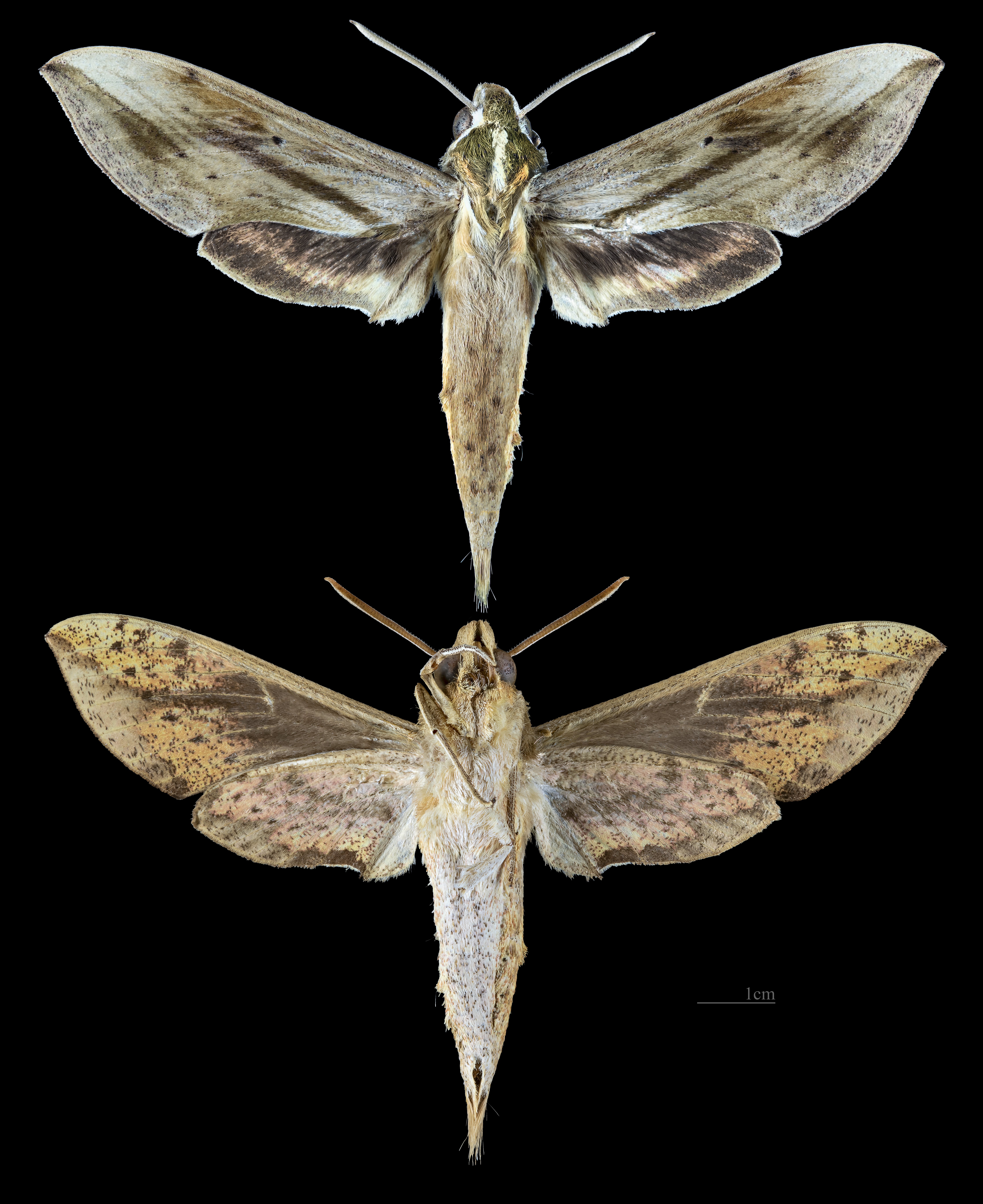
Xylophanes fosteri
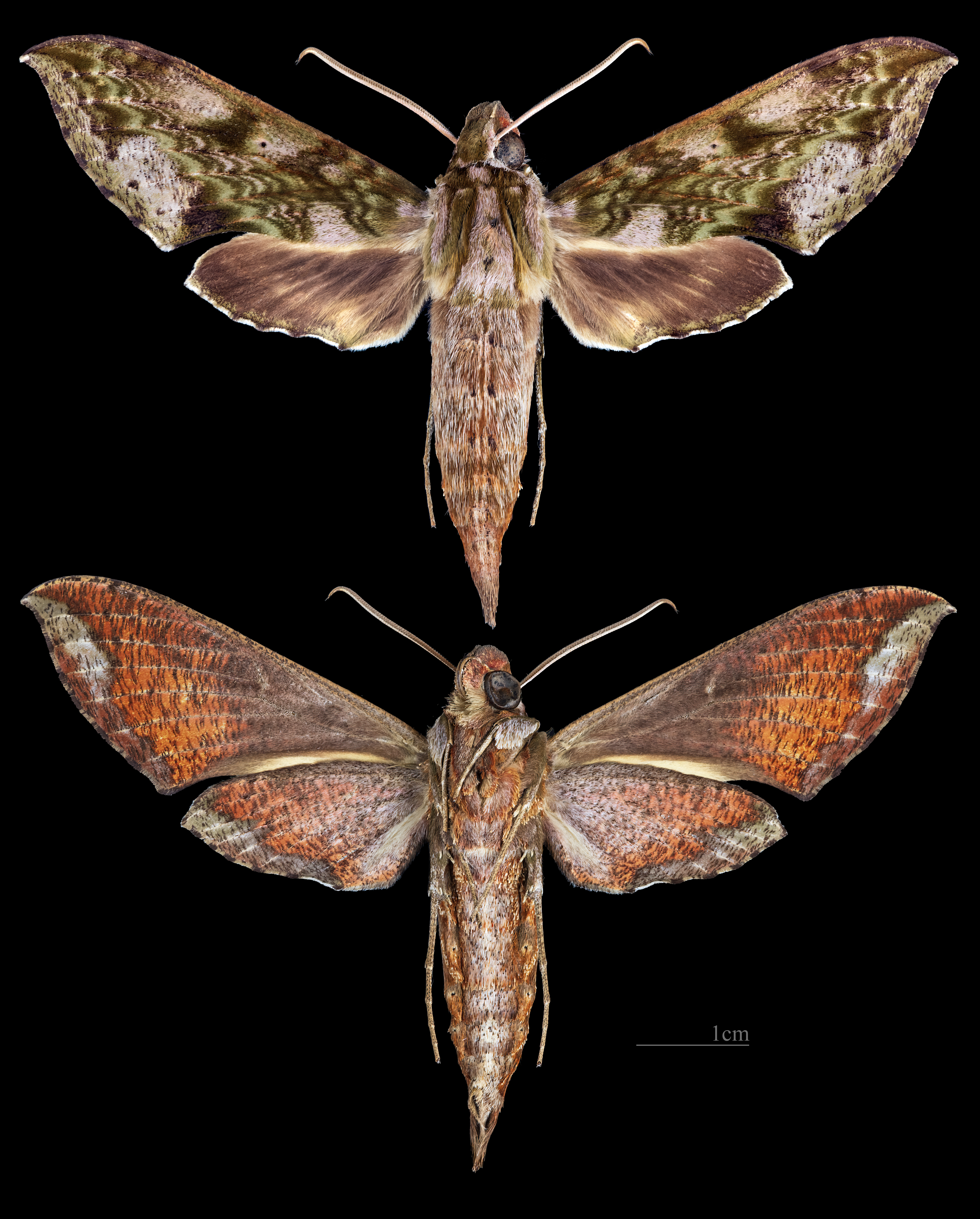
Xylophanes fusimacula'
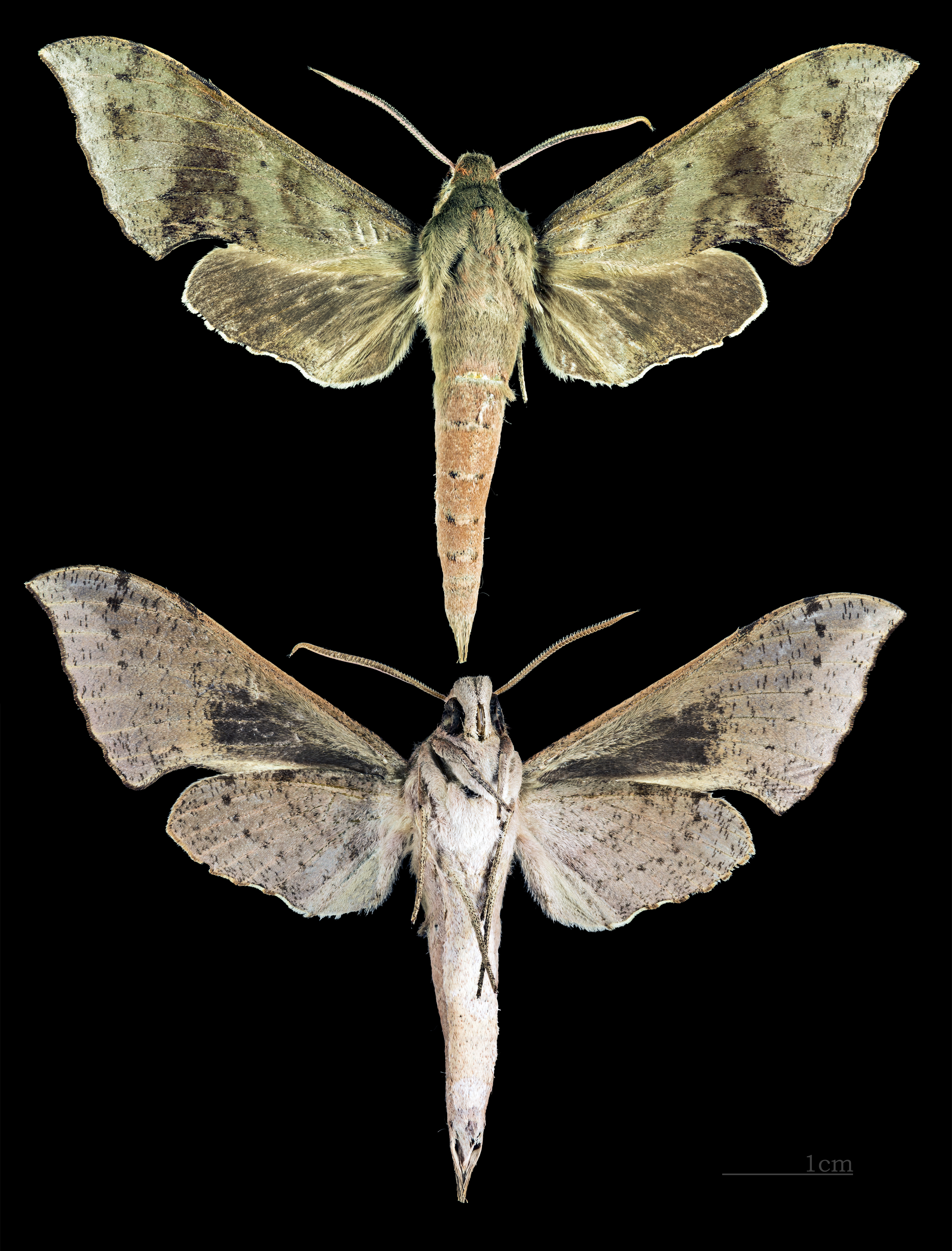
Xylophanes germen
Xylophanes guianensis
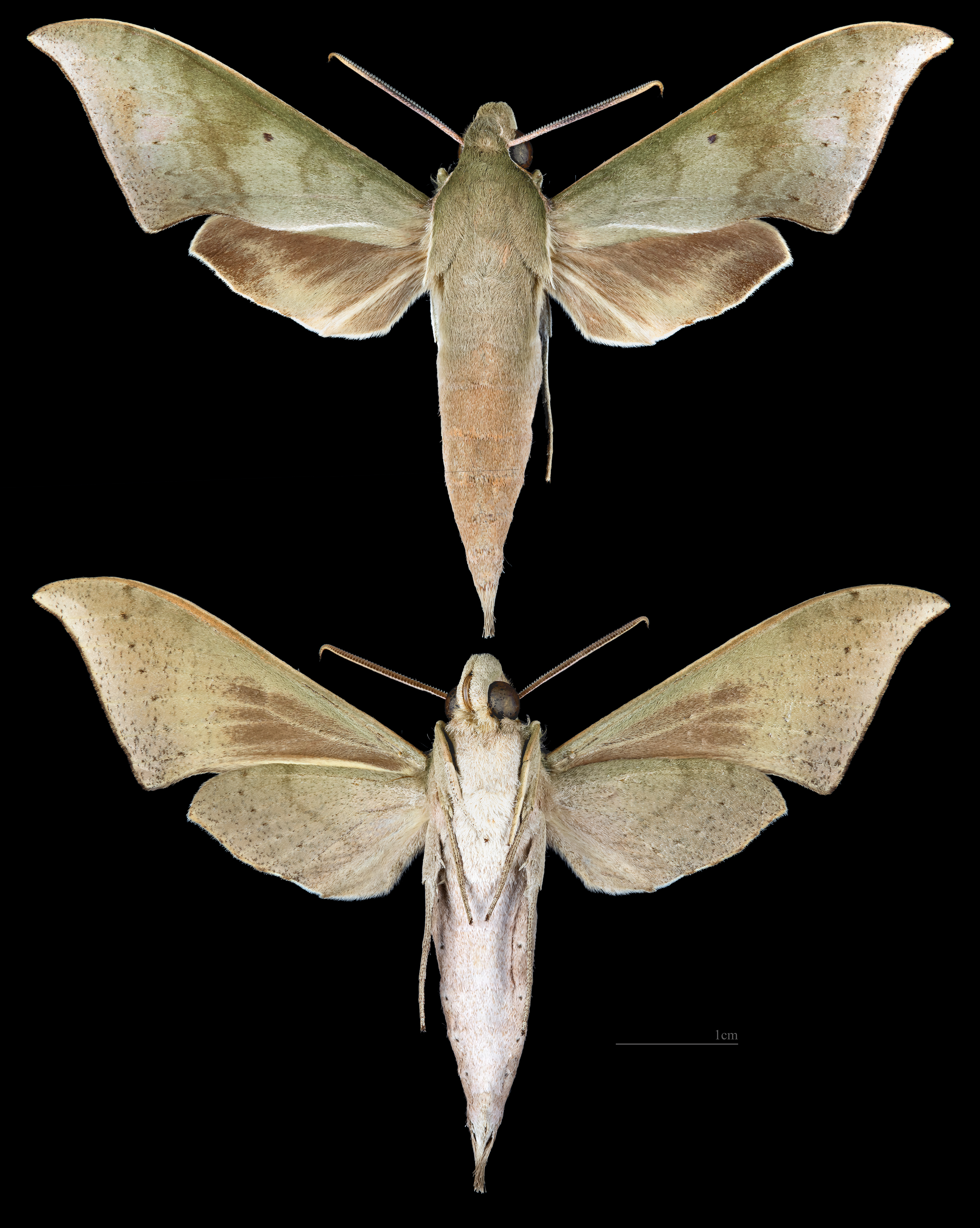
Xylophanes hannemanni
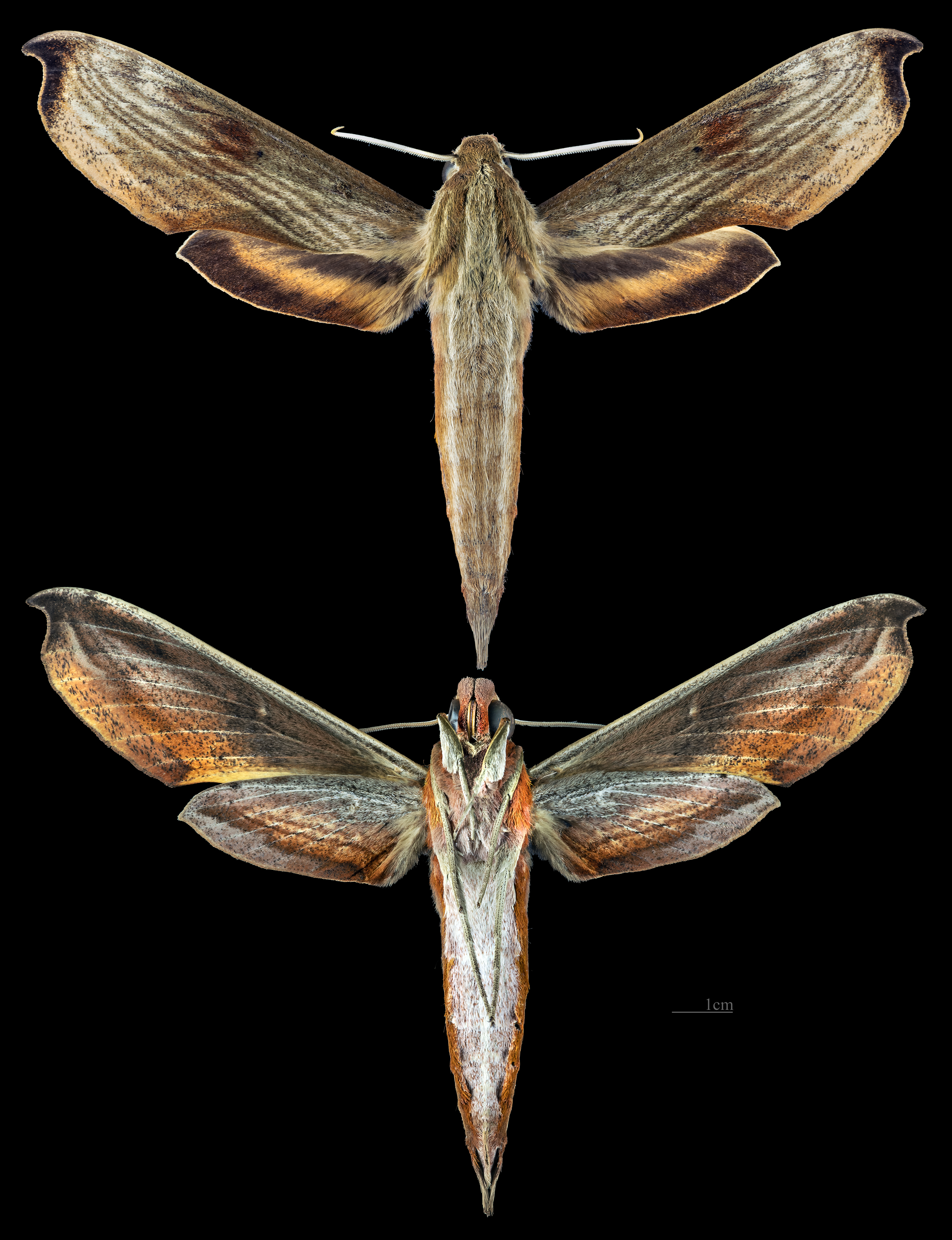
Xylophanes haxairei
Xylophanes hydrata
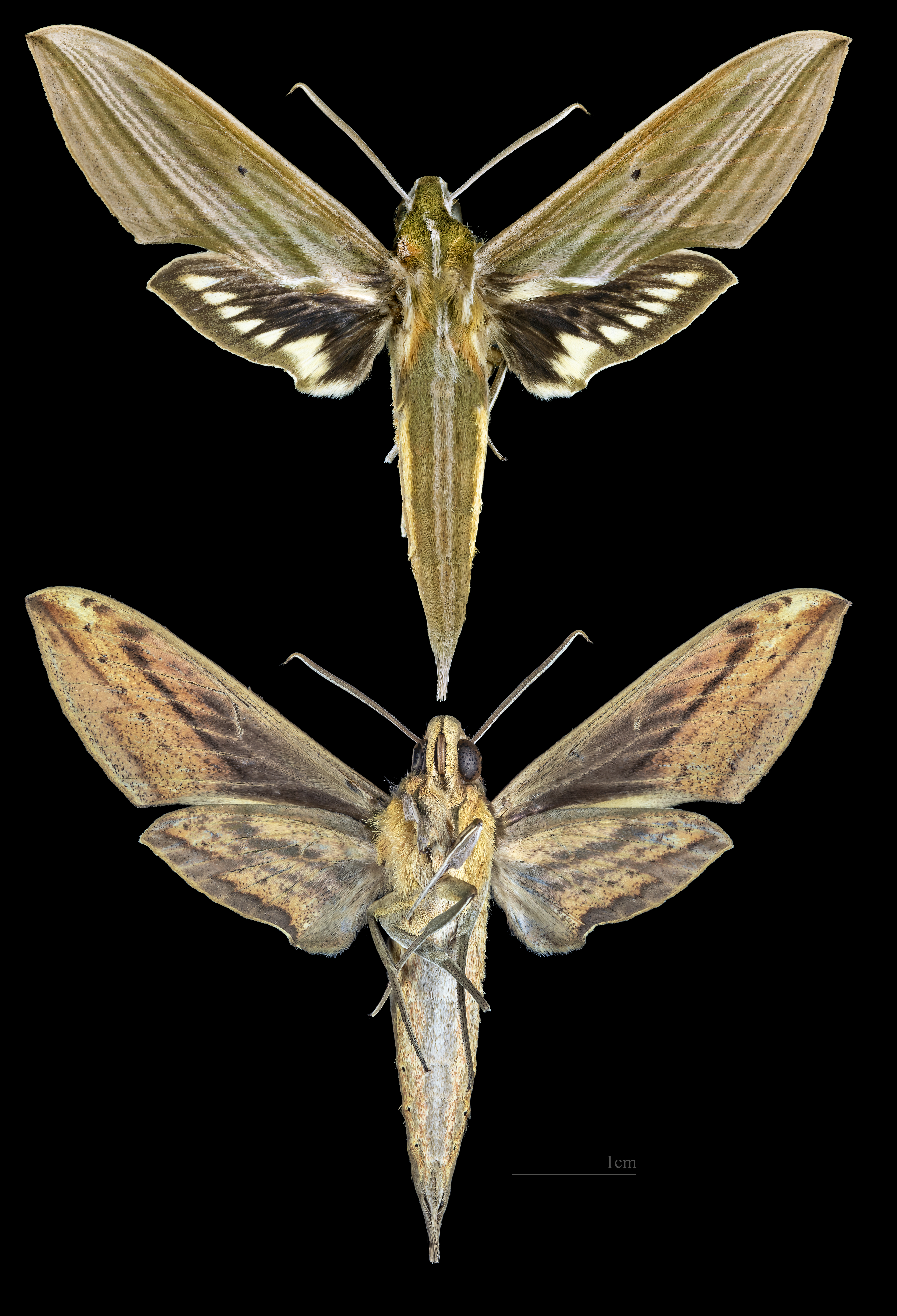
Xylophanes indistincta
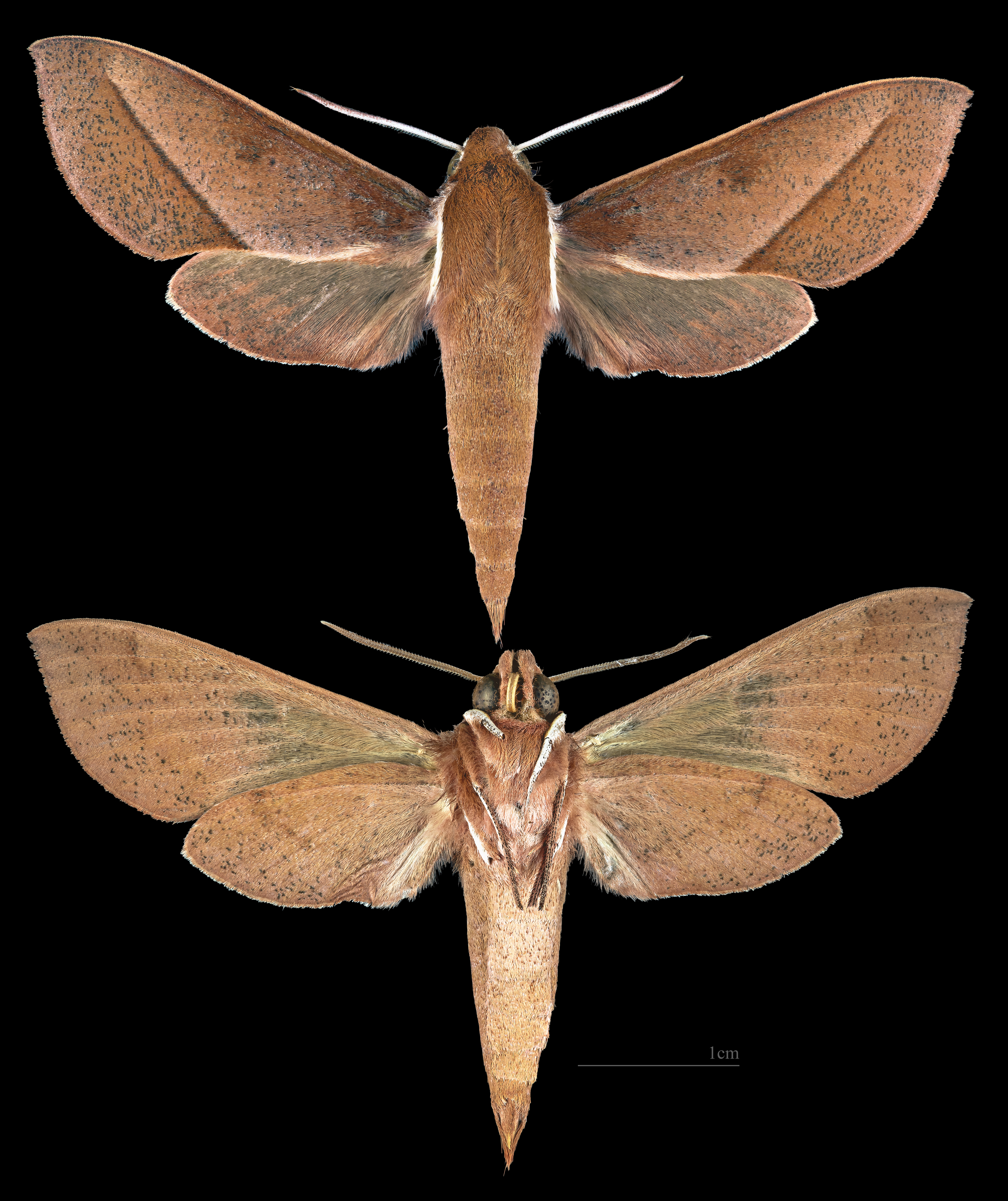
Xylophanes irrorata
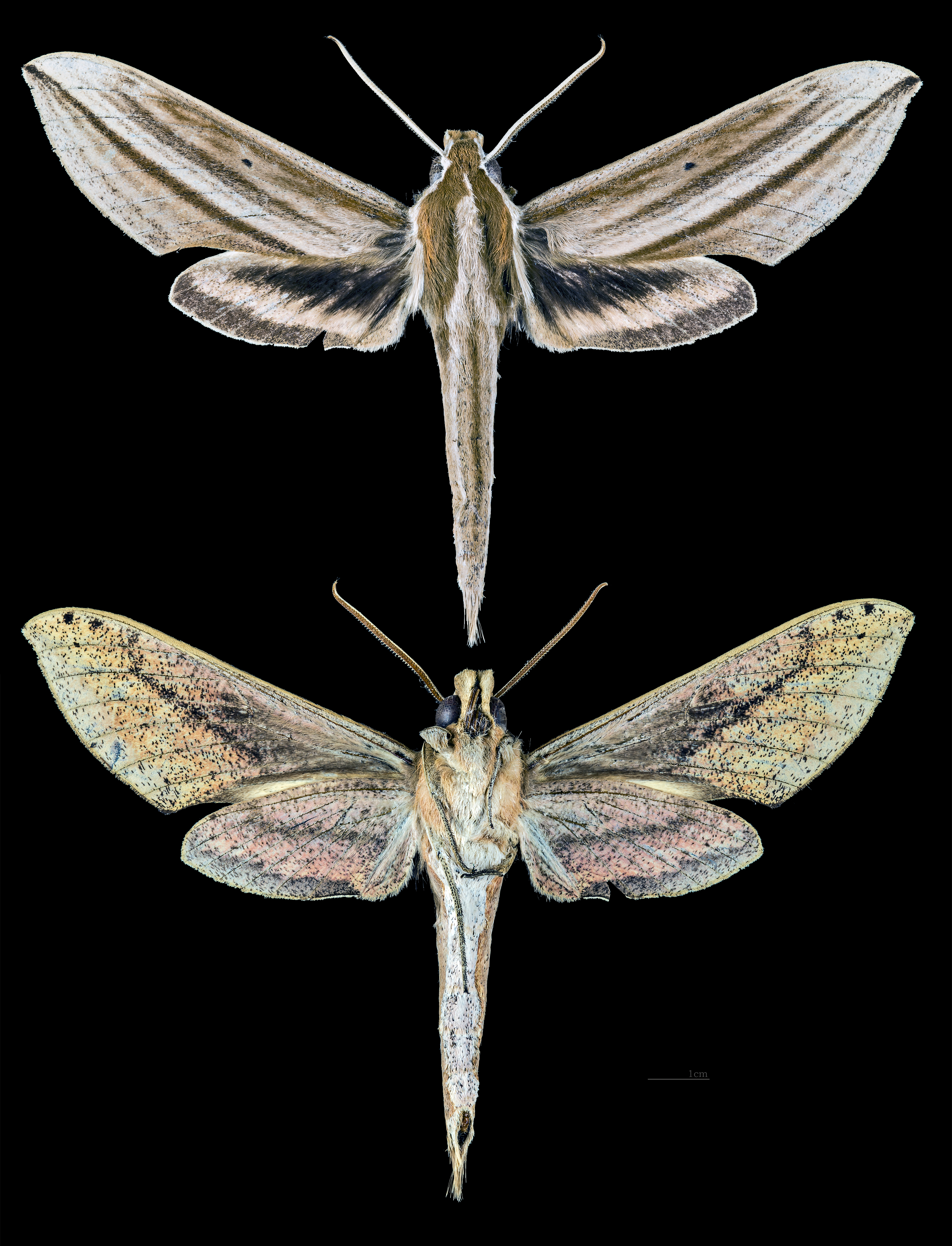
Xylophanes isaon
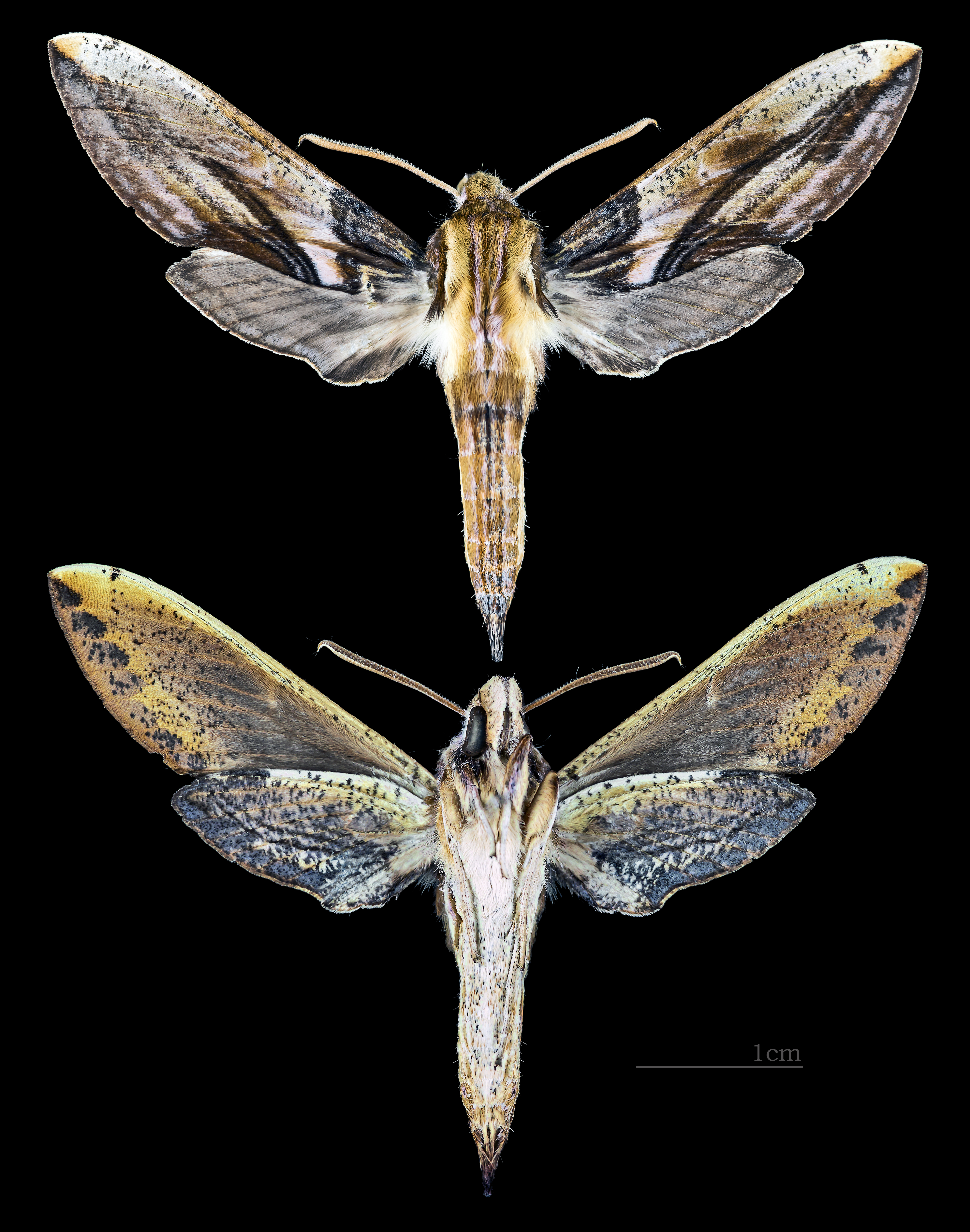
Xylophanes jordani
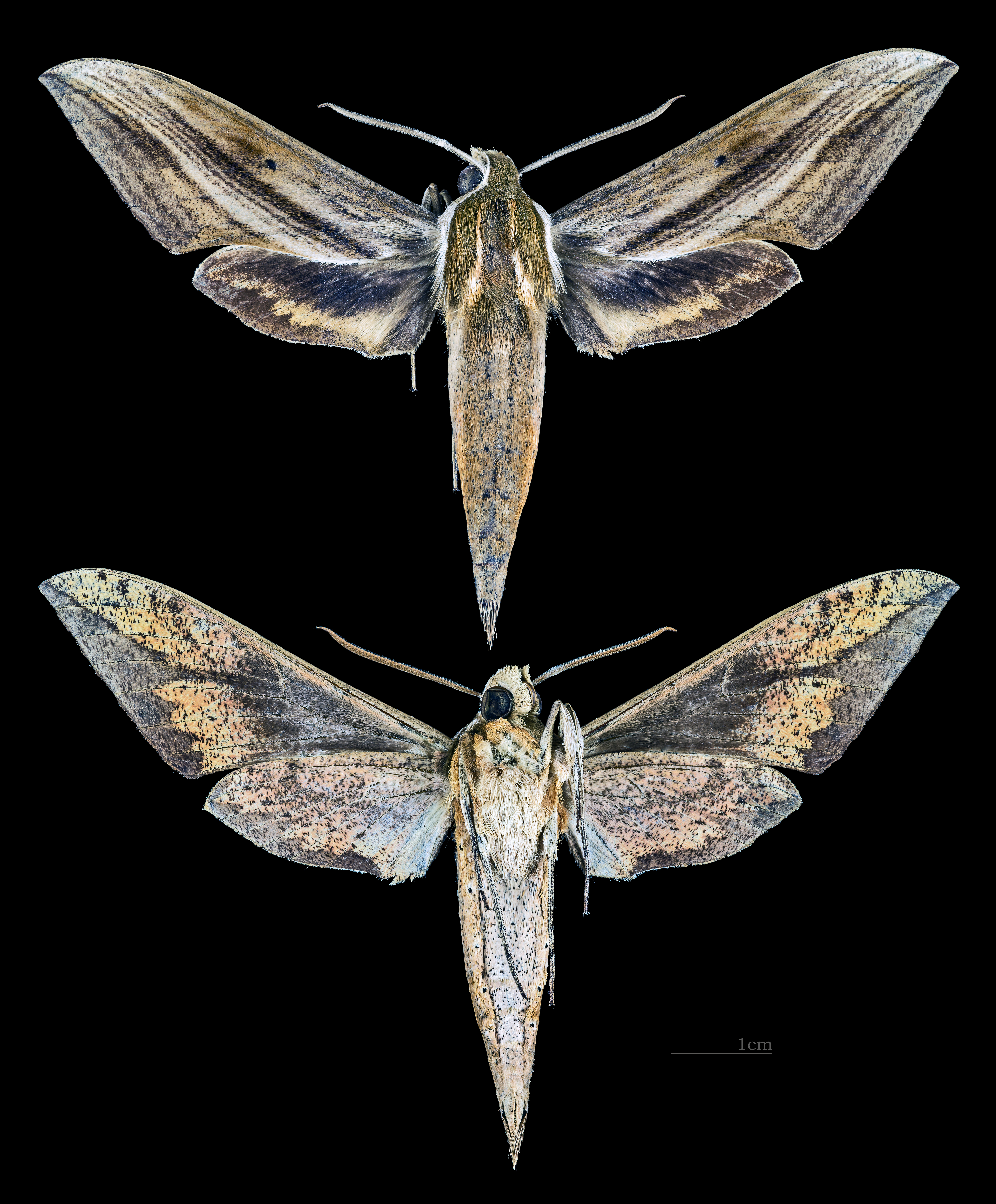
Xylophanes josephinae
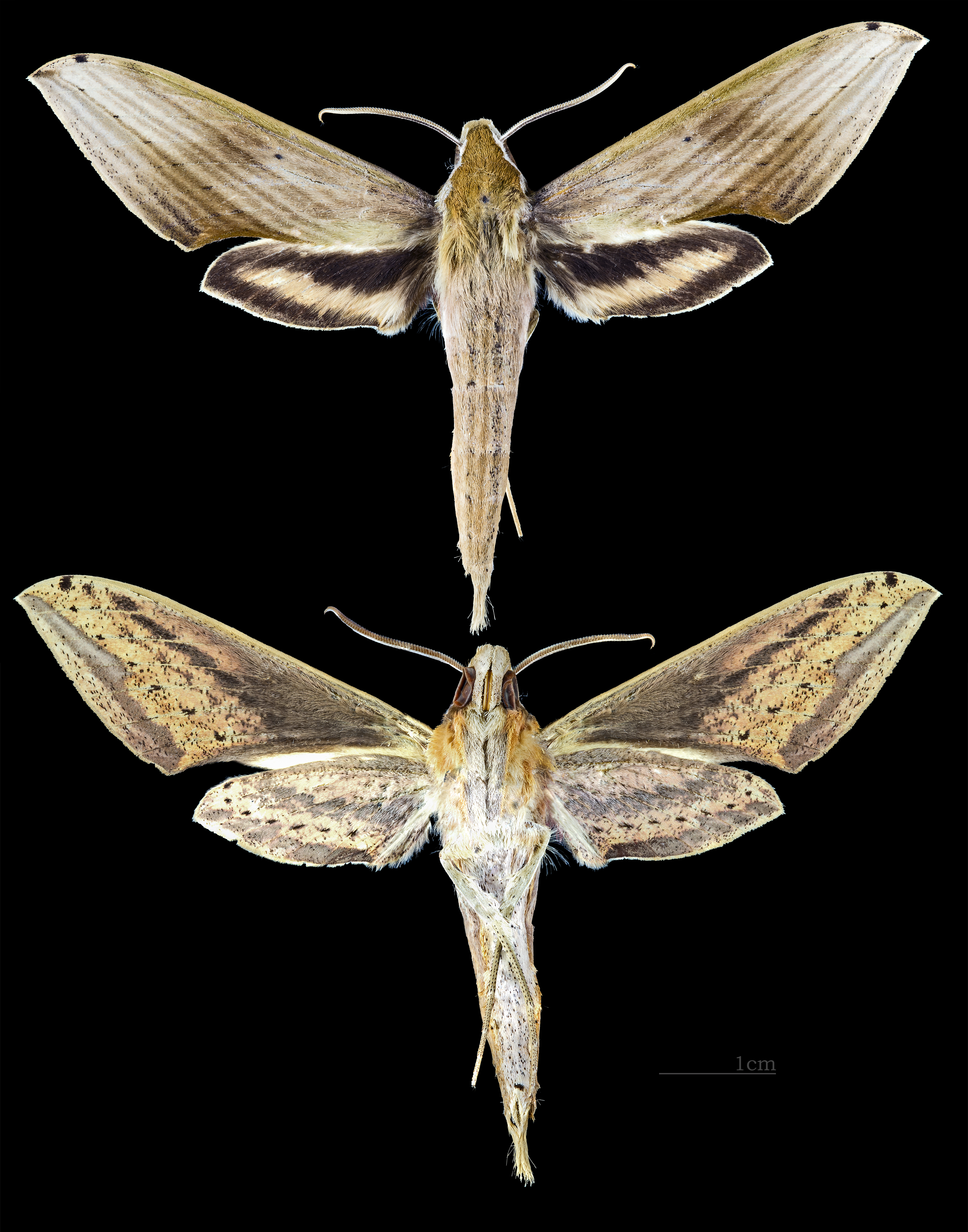
Xylophanes libya
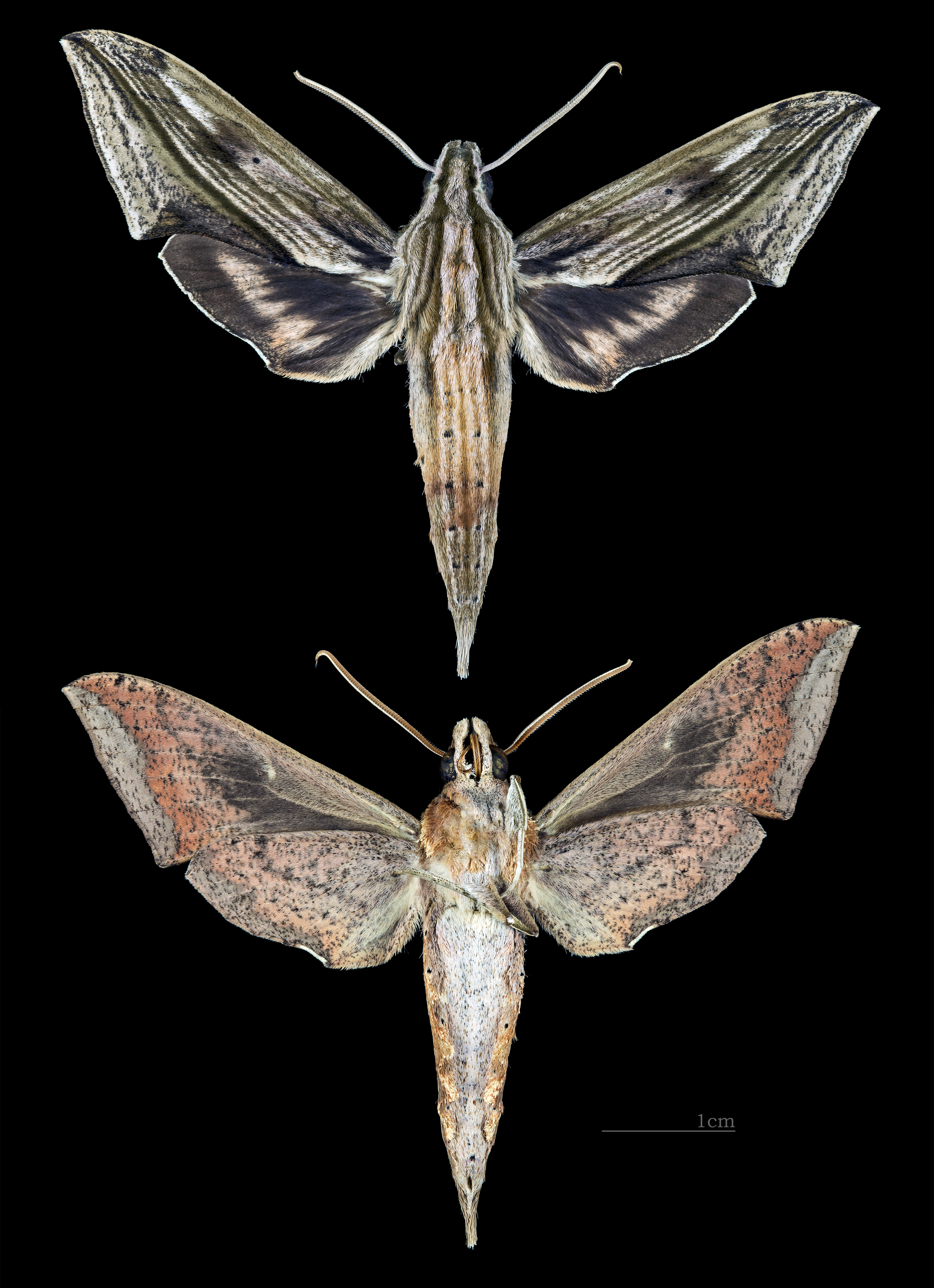
Xylophanes lichyi
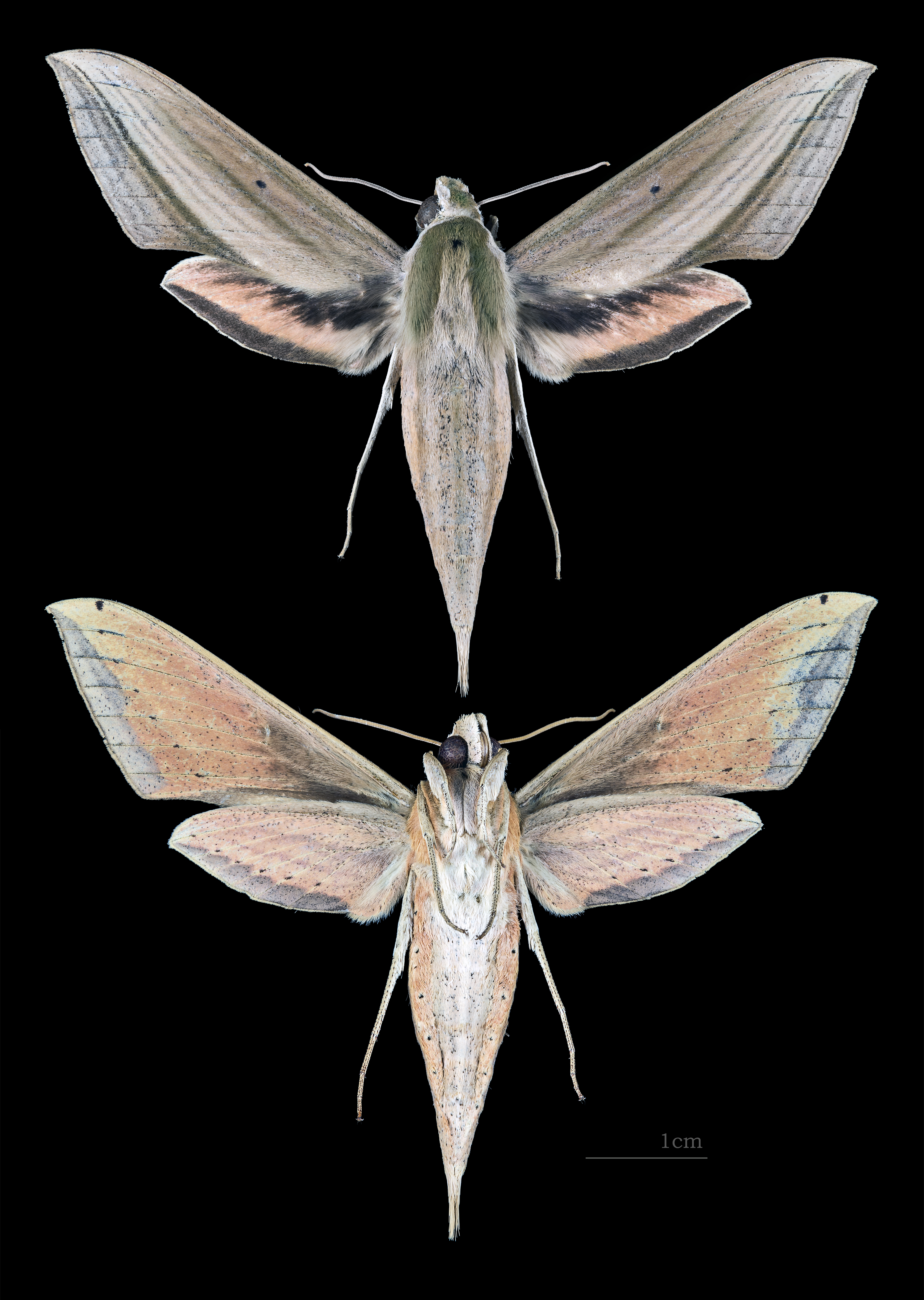
Xylophanes loelia
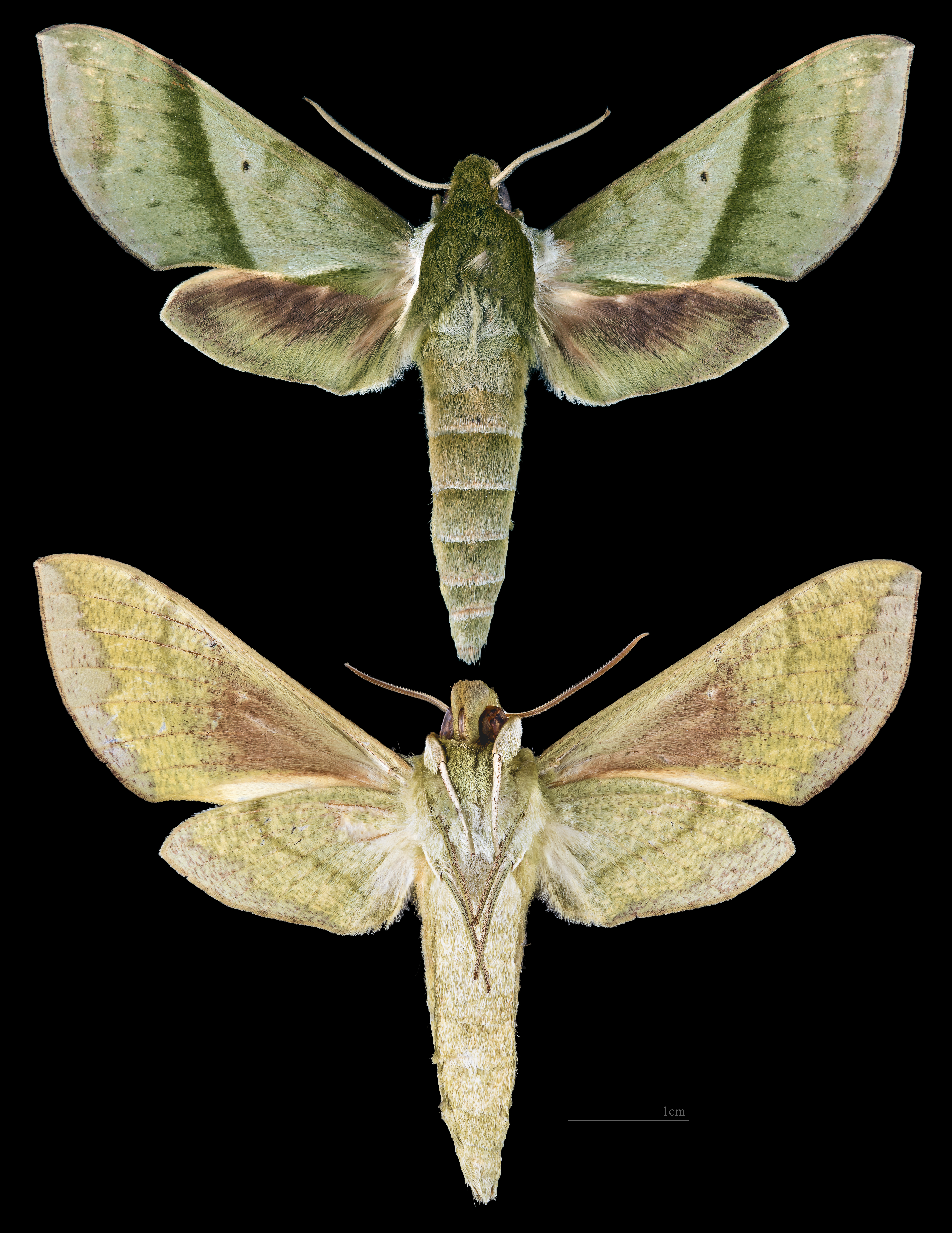
Xylophanes marginalis
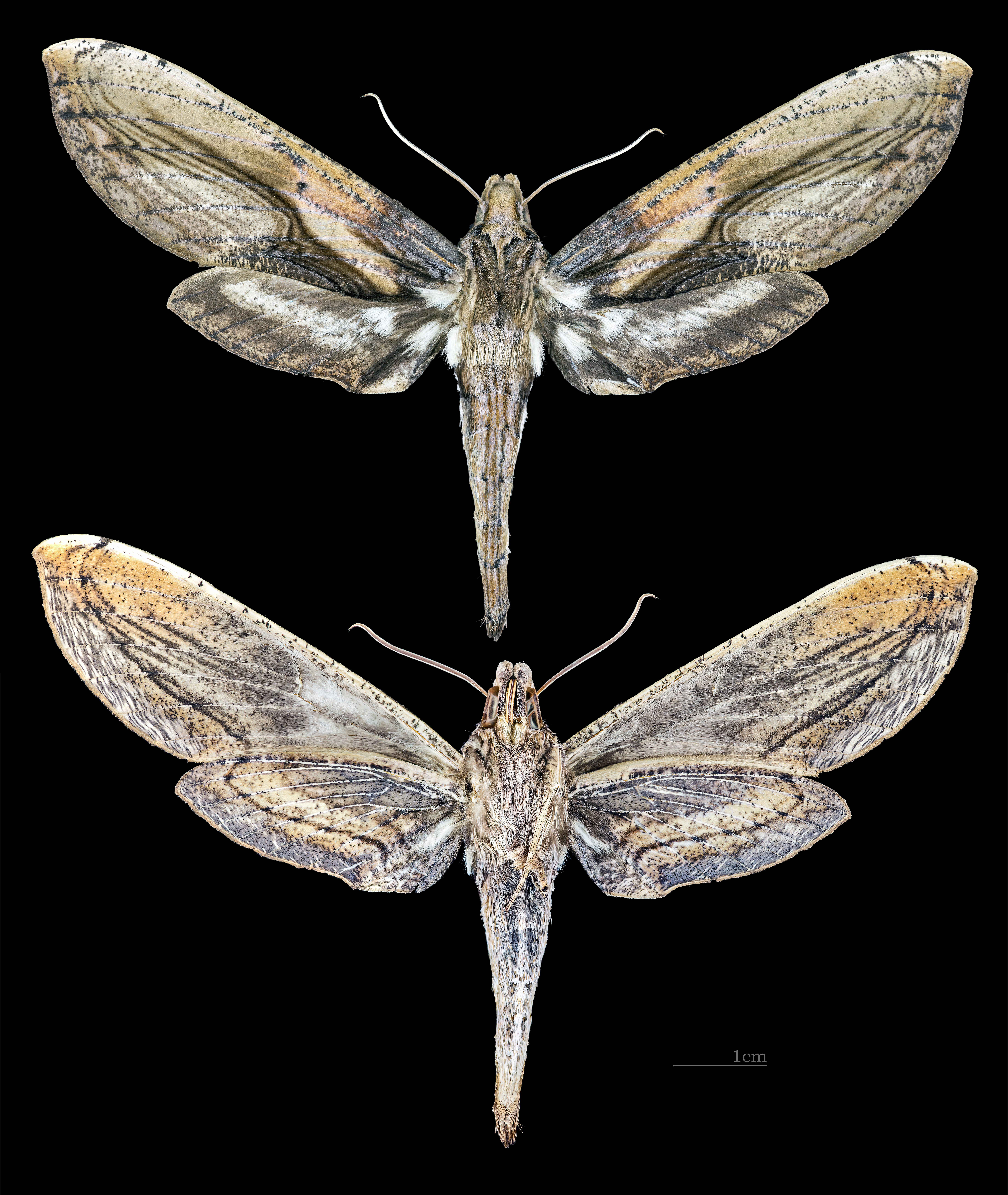
Xylophanes media
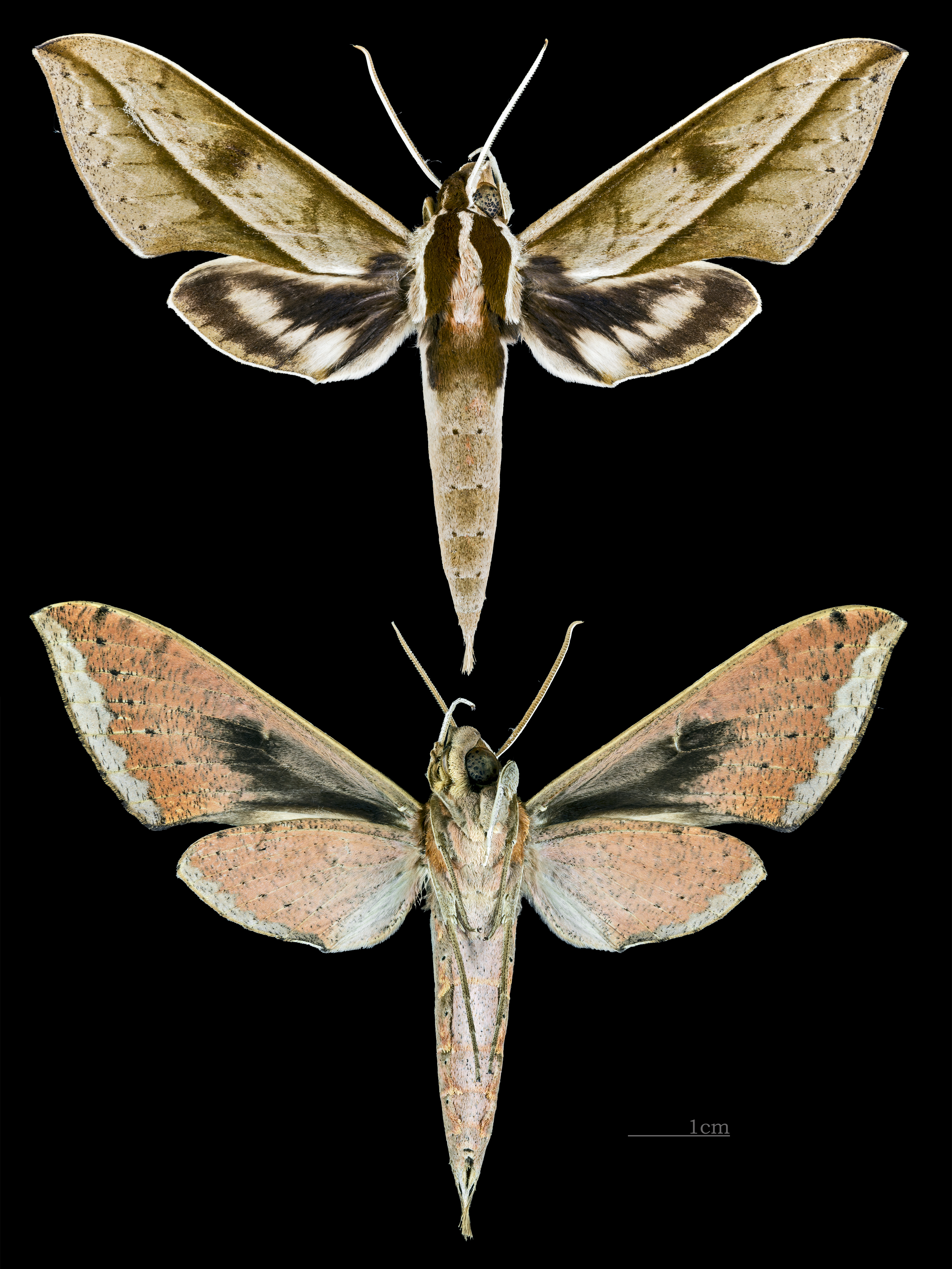
Xylophanes meridanus
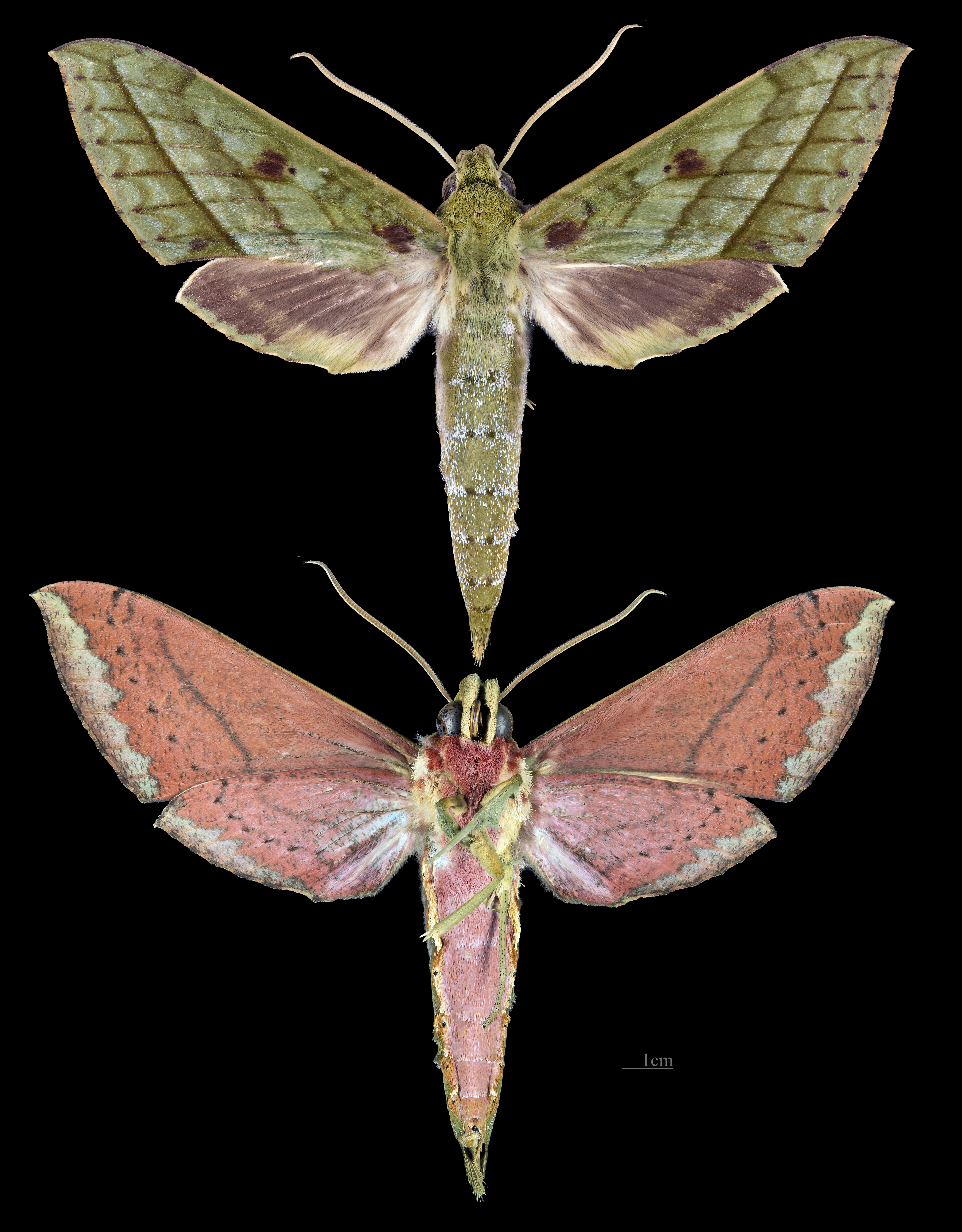
Xylophanes mirabilis
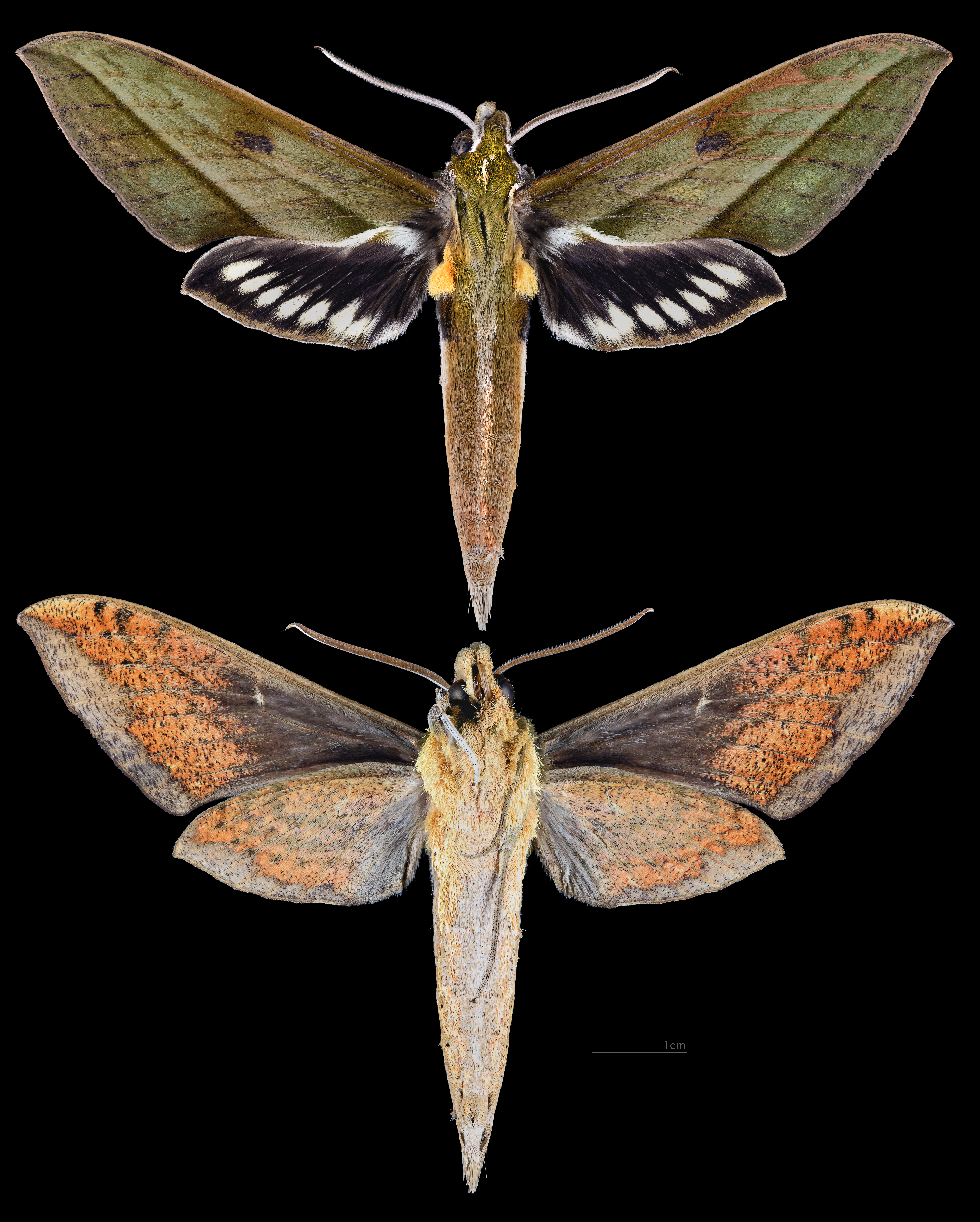
Xylophanes nabuchodonosor
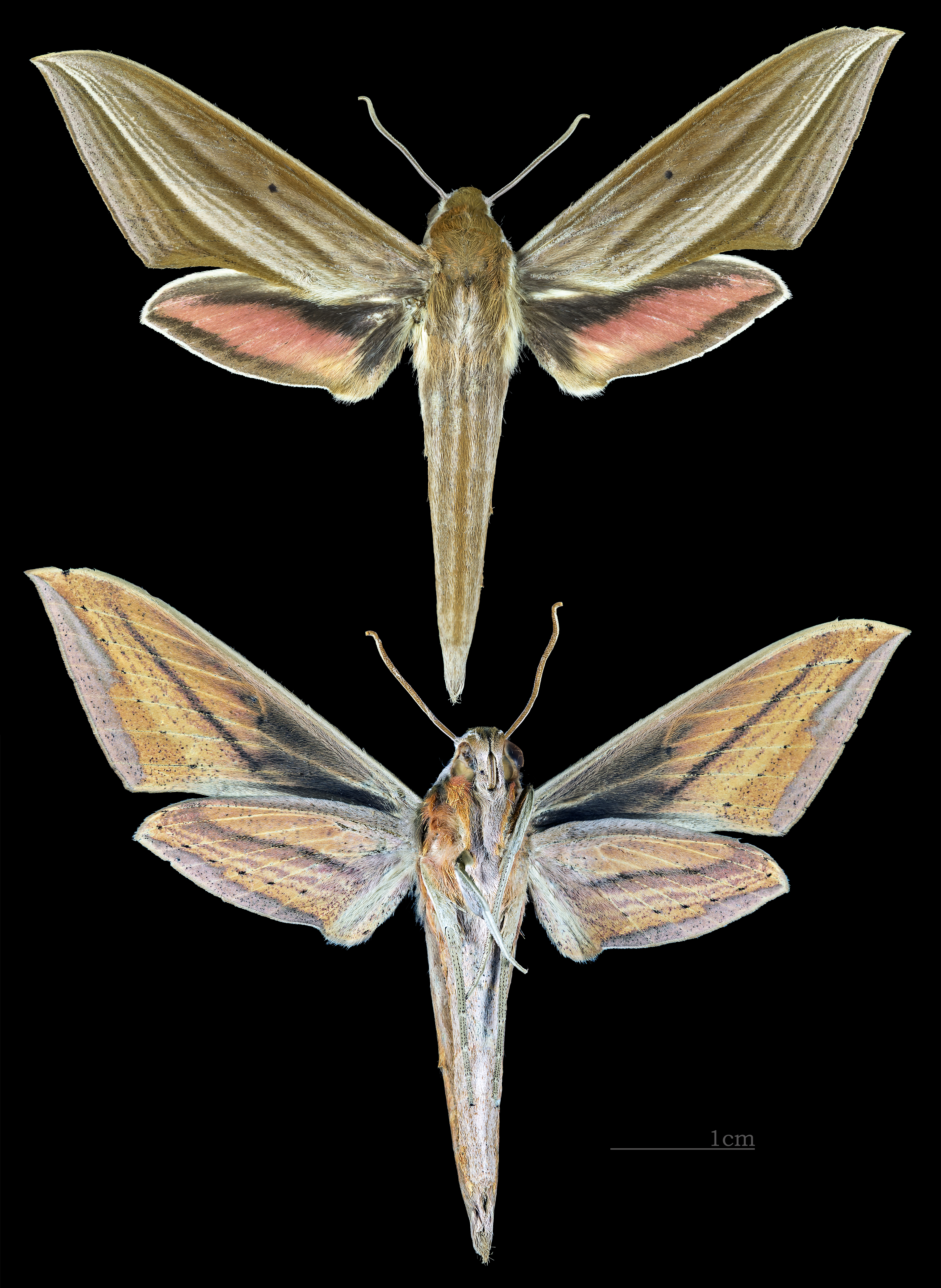
Xylophanes neoptolemus
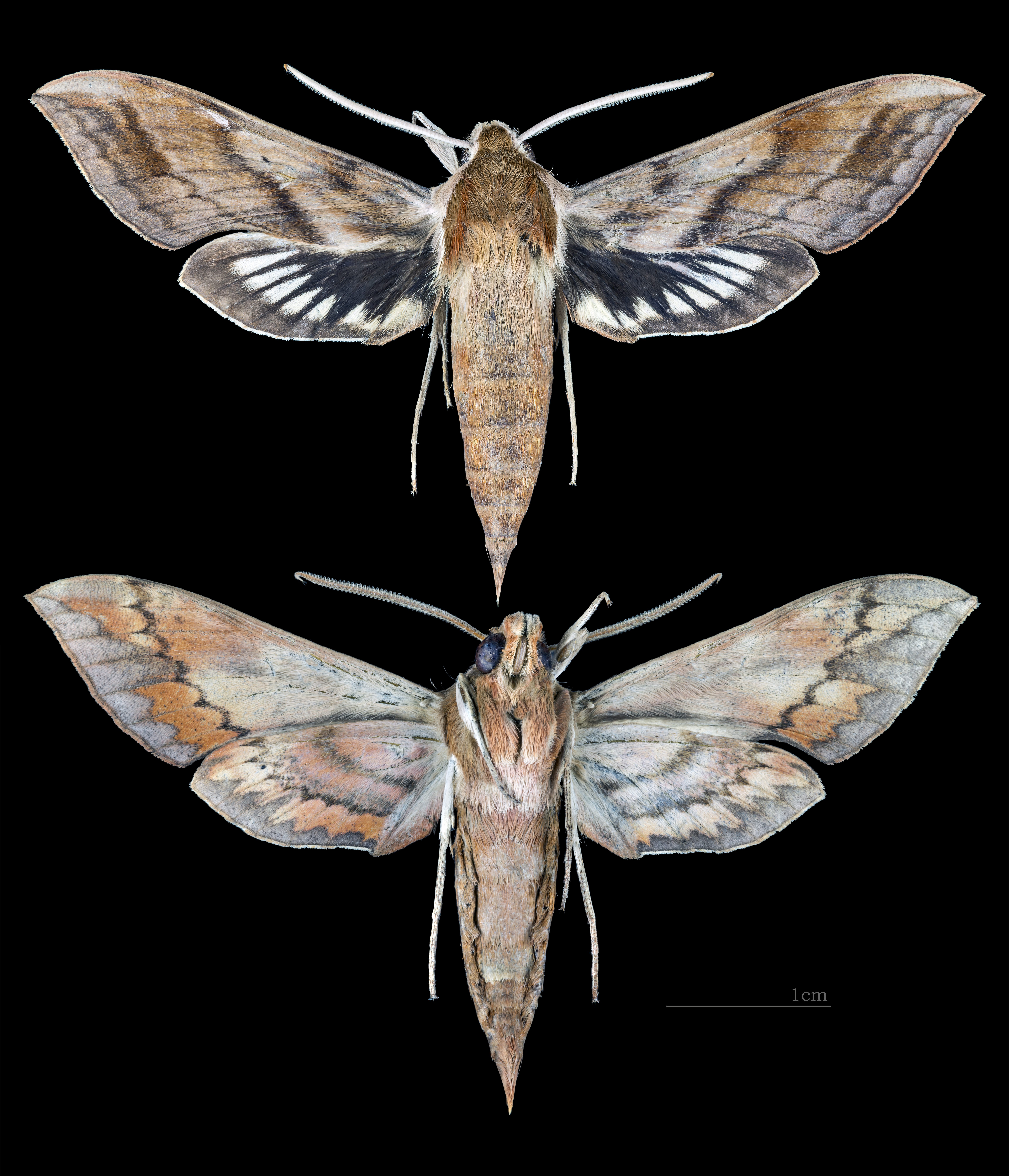
Xylophanes norfolki
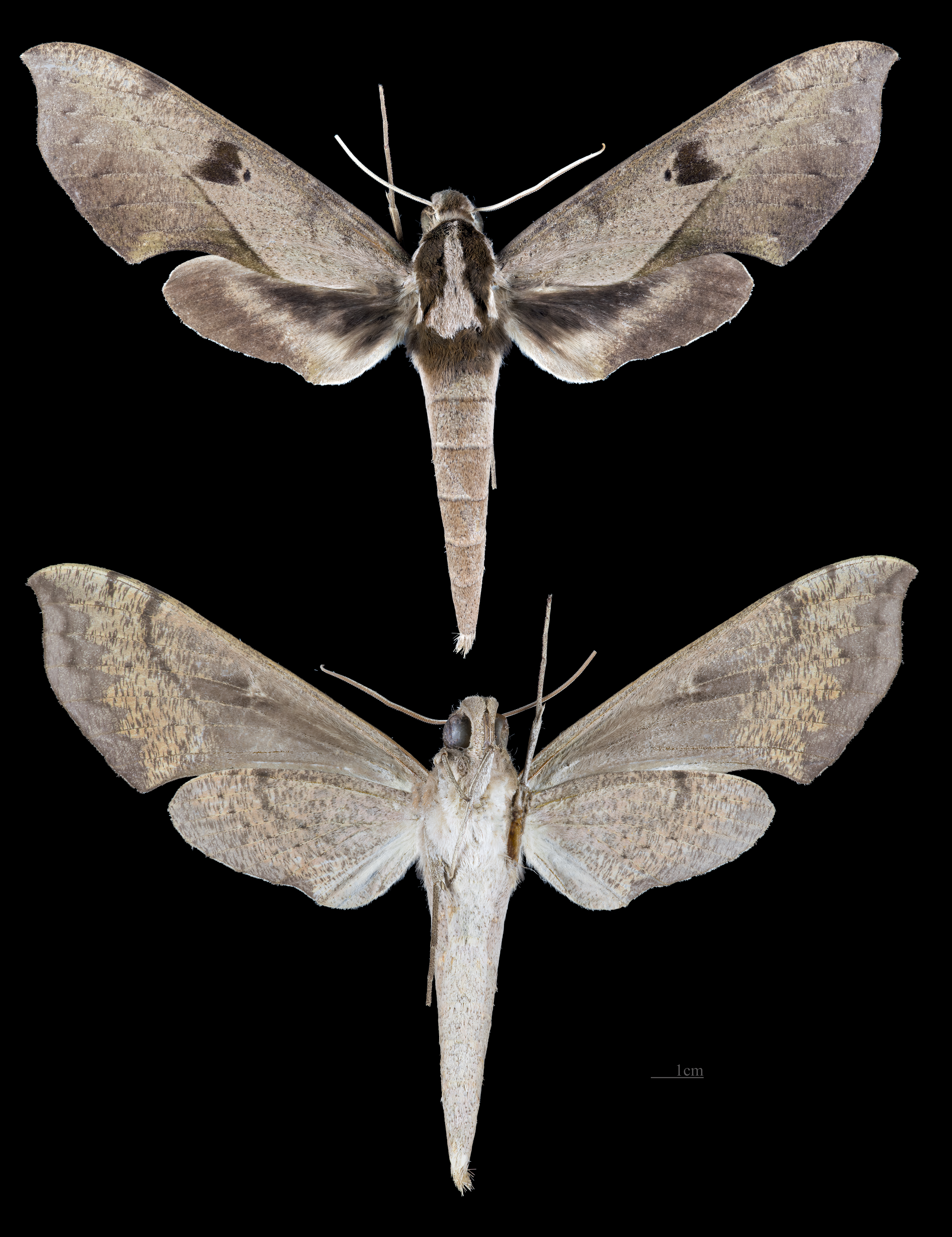
Xylophanes obscurus
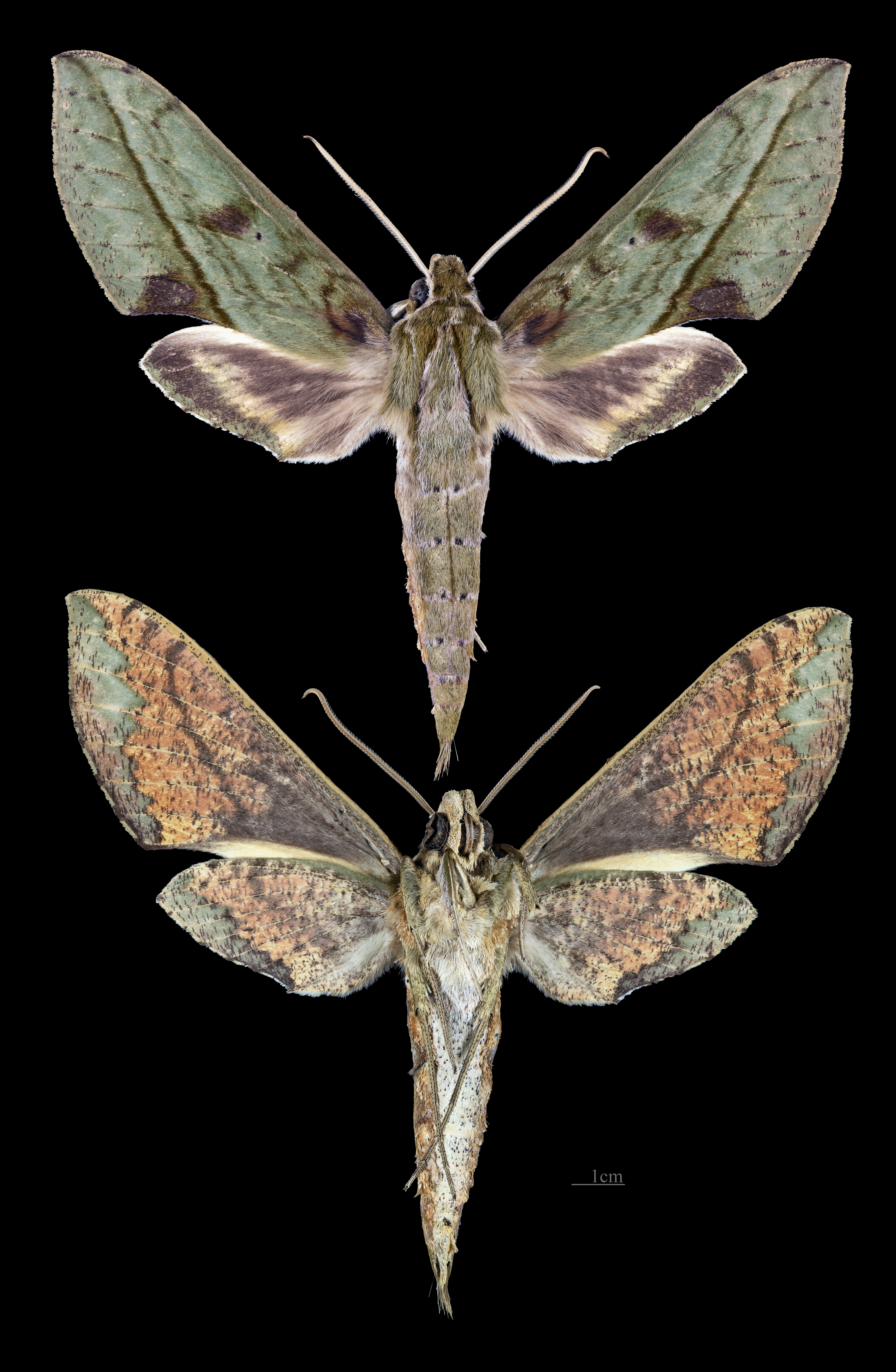
Xylophanes ockendeni
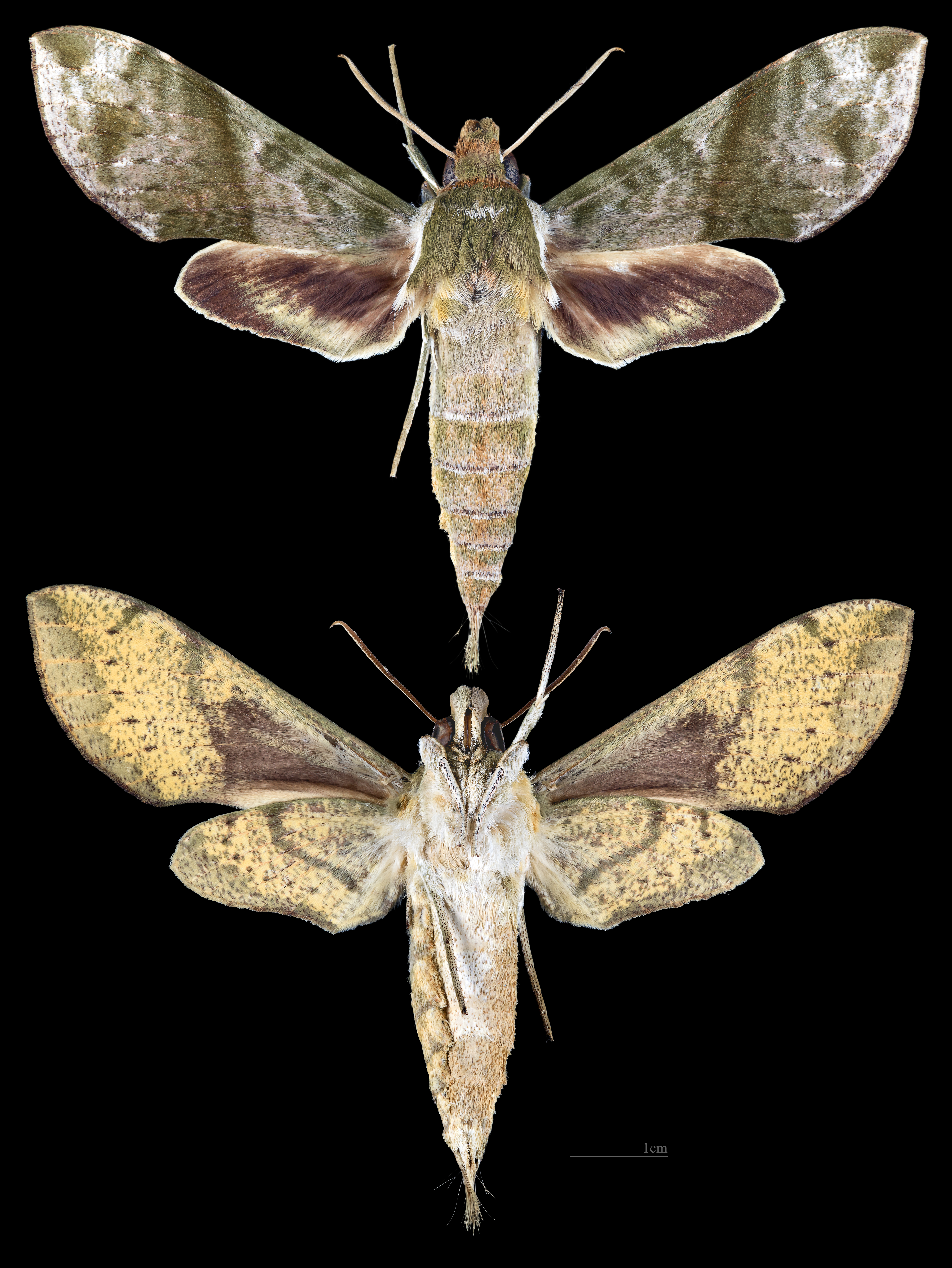
Xylophanes pistacina
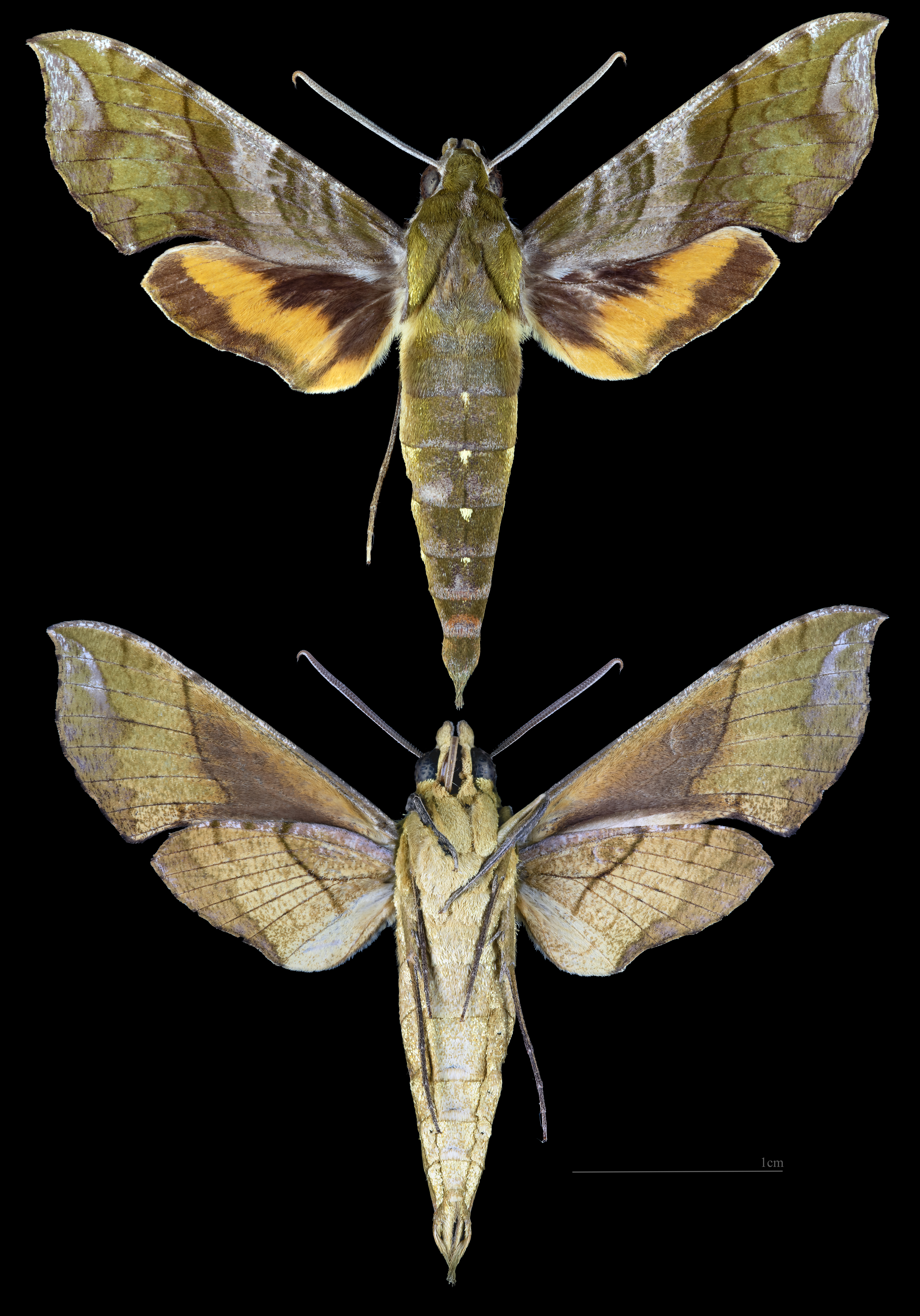
Xylophanes pluto
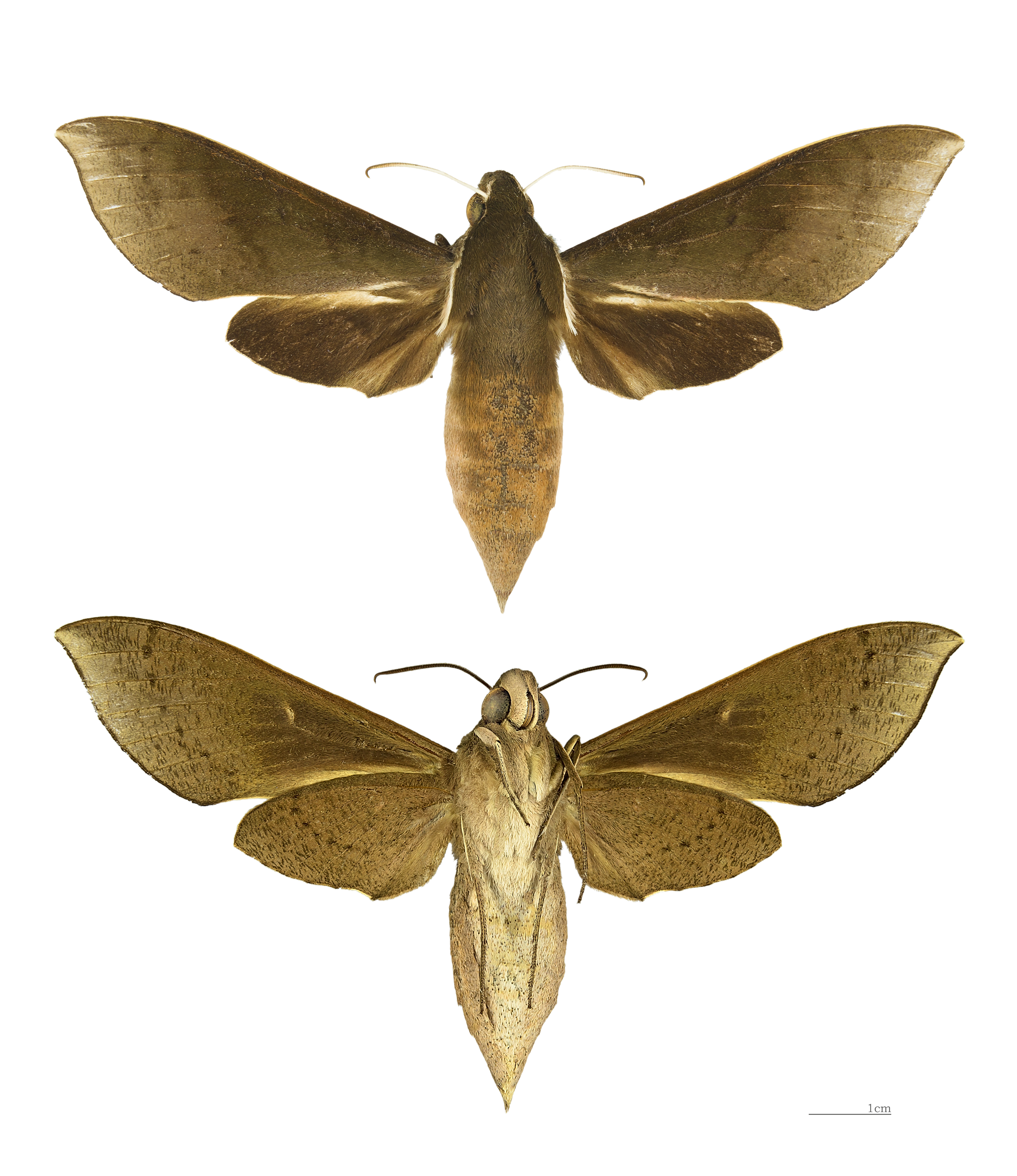
Xylophanes porcus
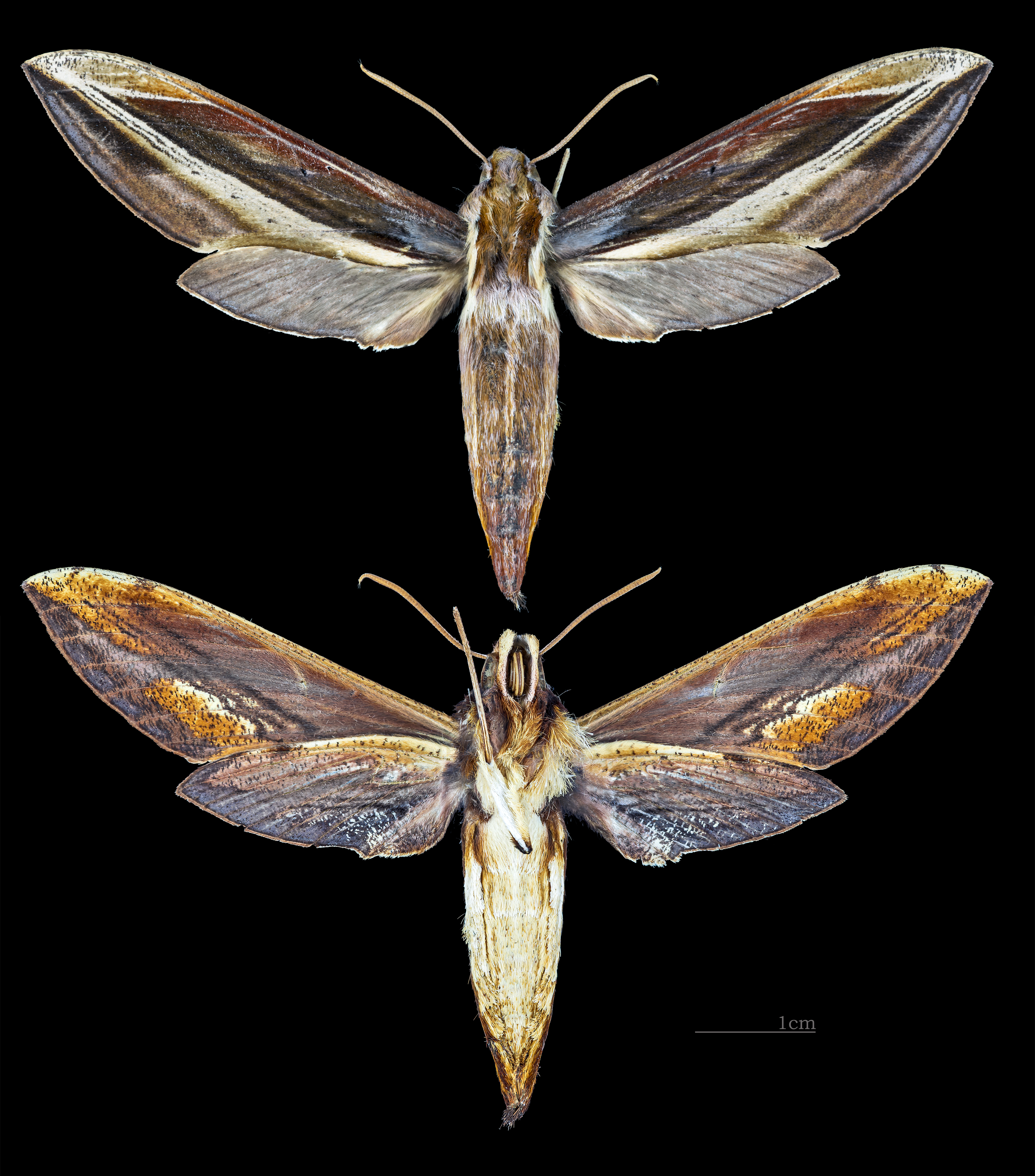
Xylophanes pyrrhus
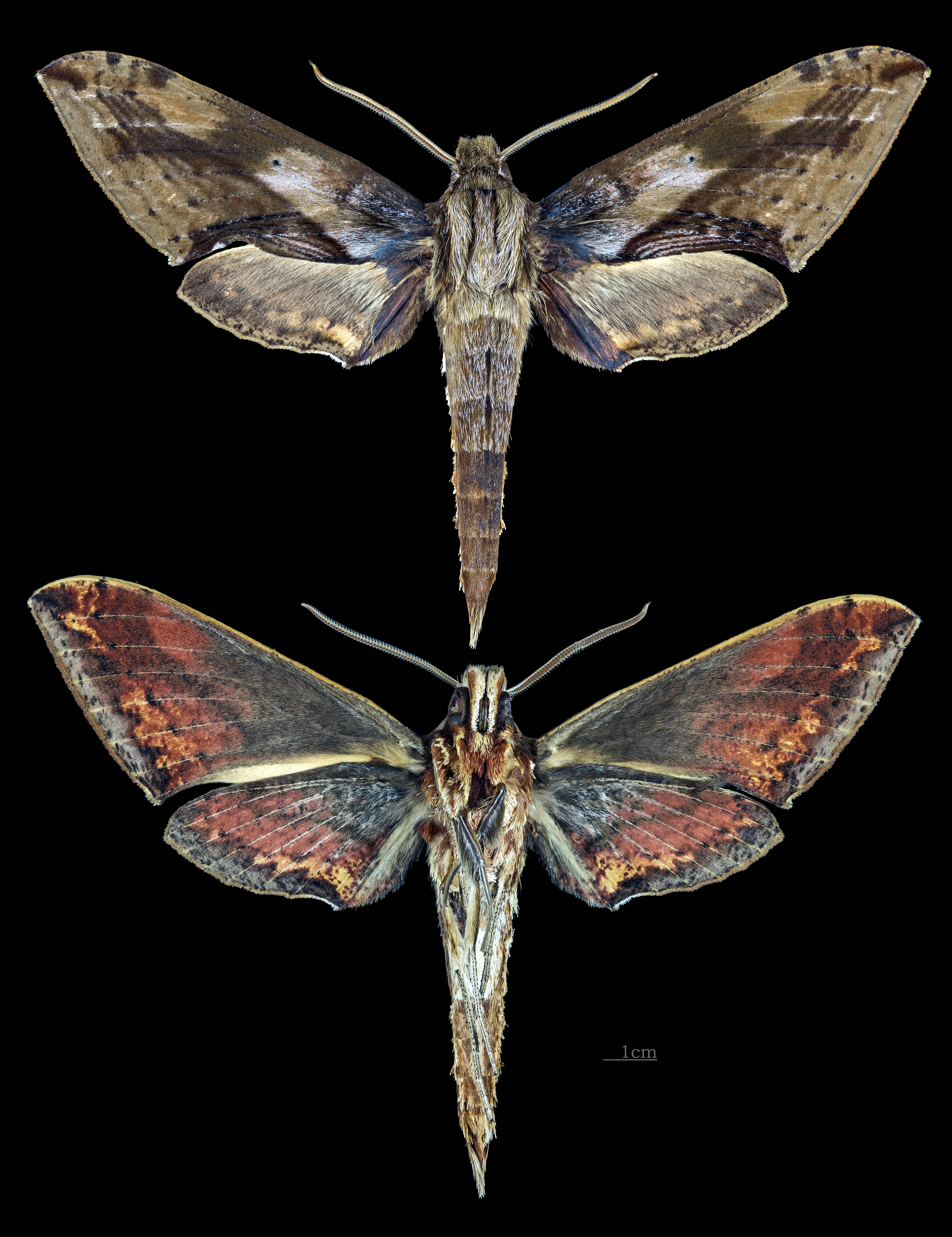
Xylophanes rhodina
Xylophanes rhodochlora
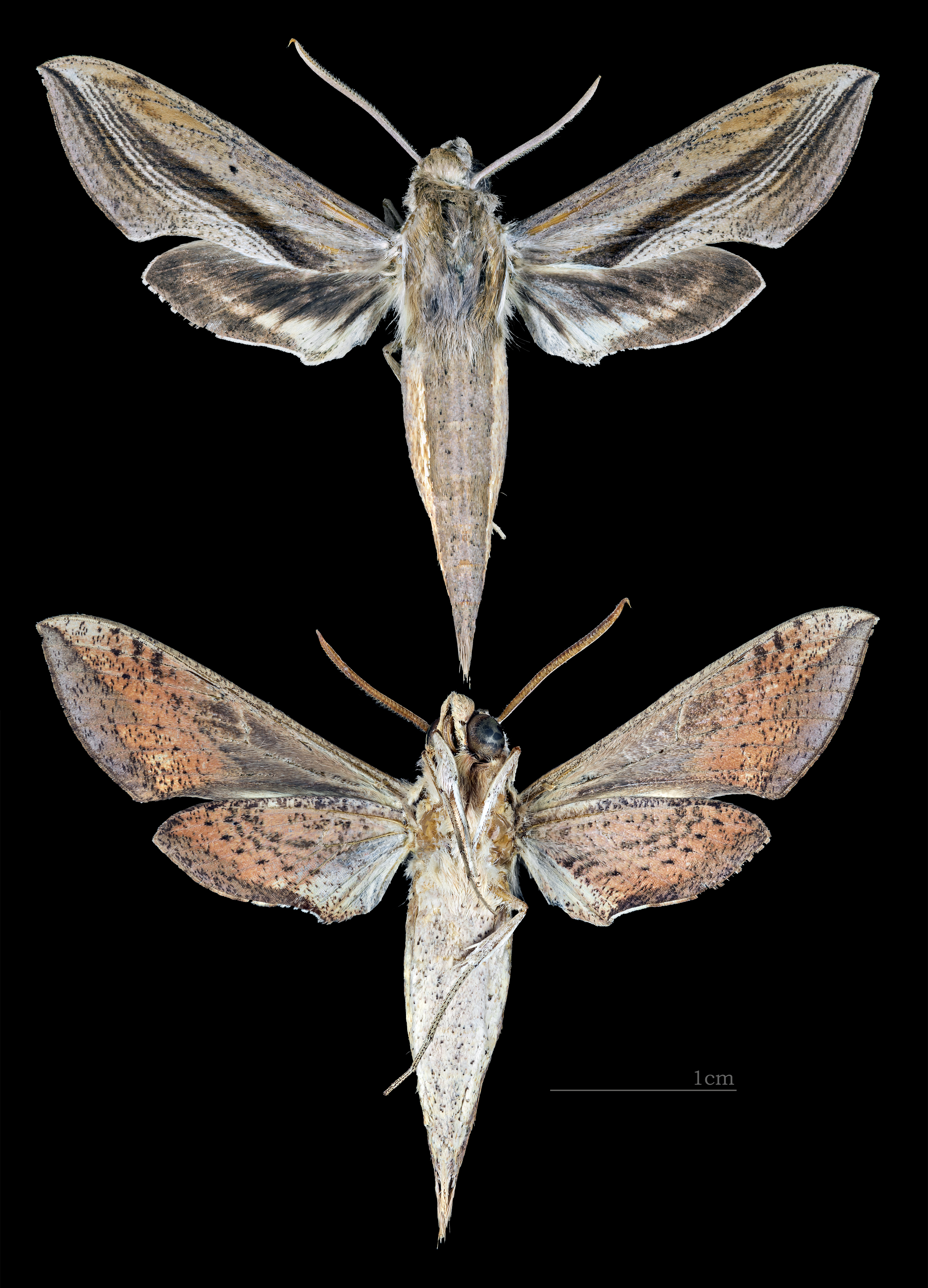
Xylophanes robinsonii
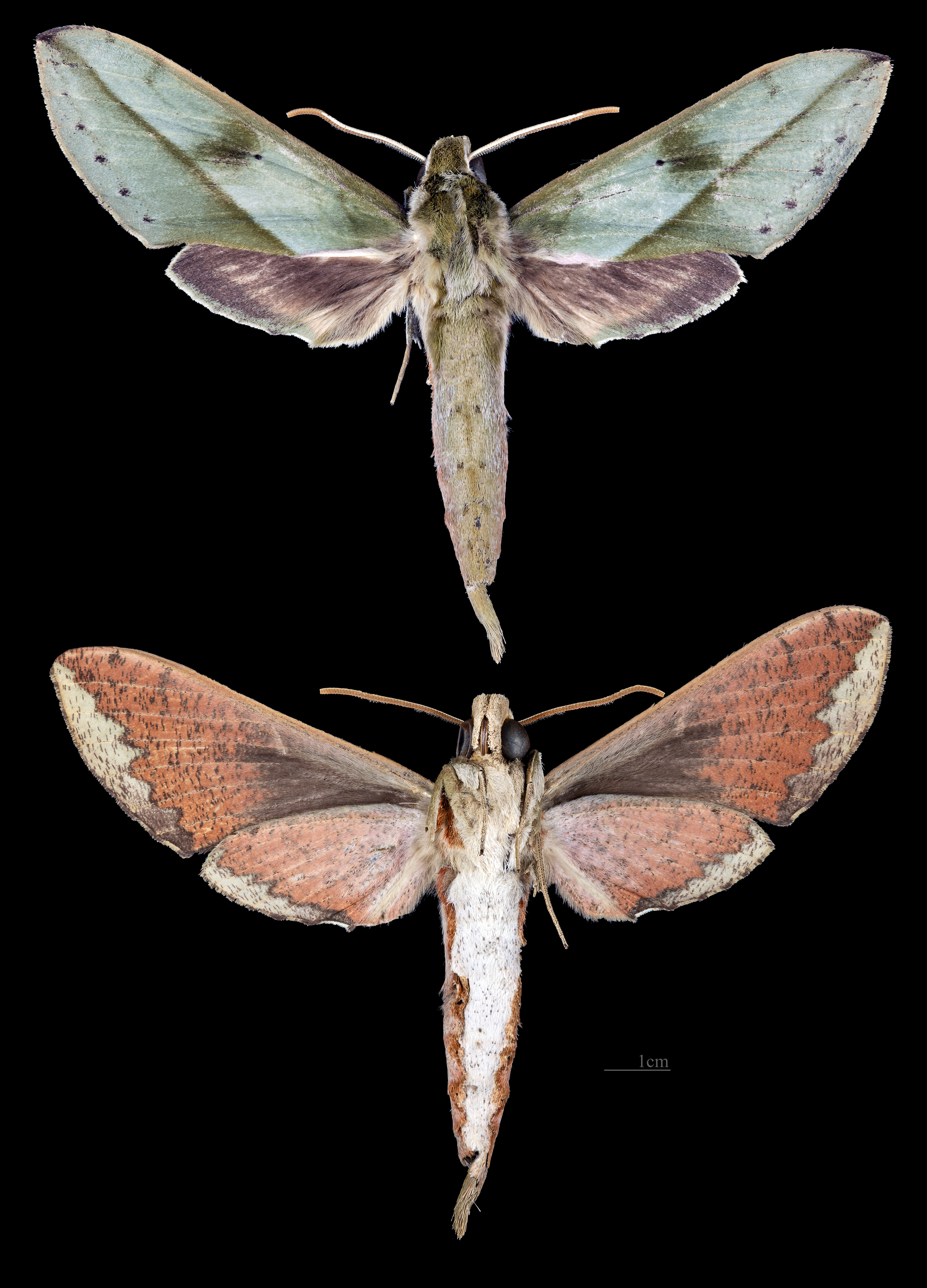
Xylophanes rothschildi
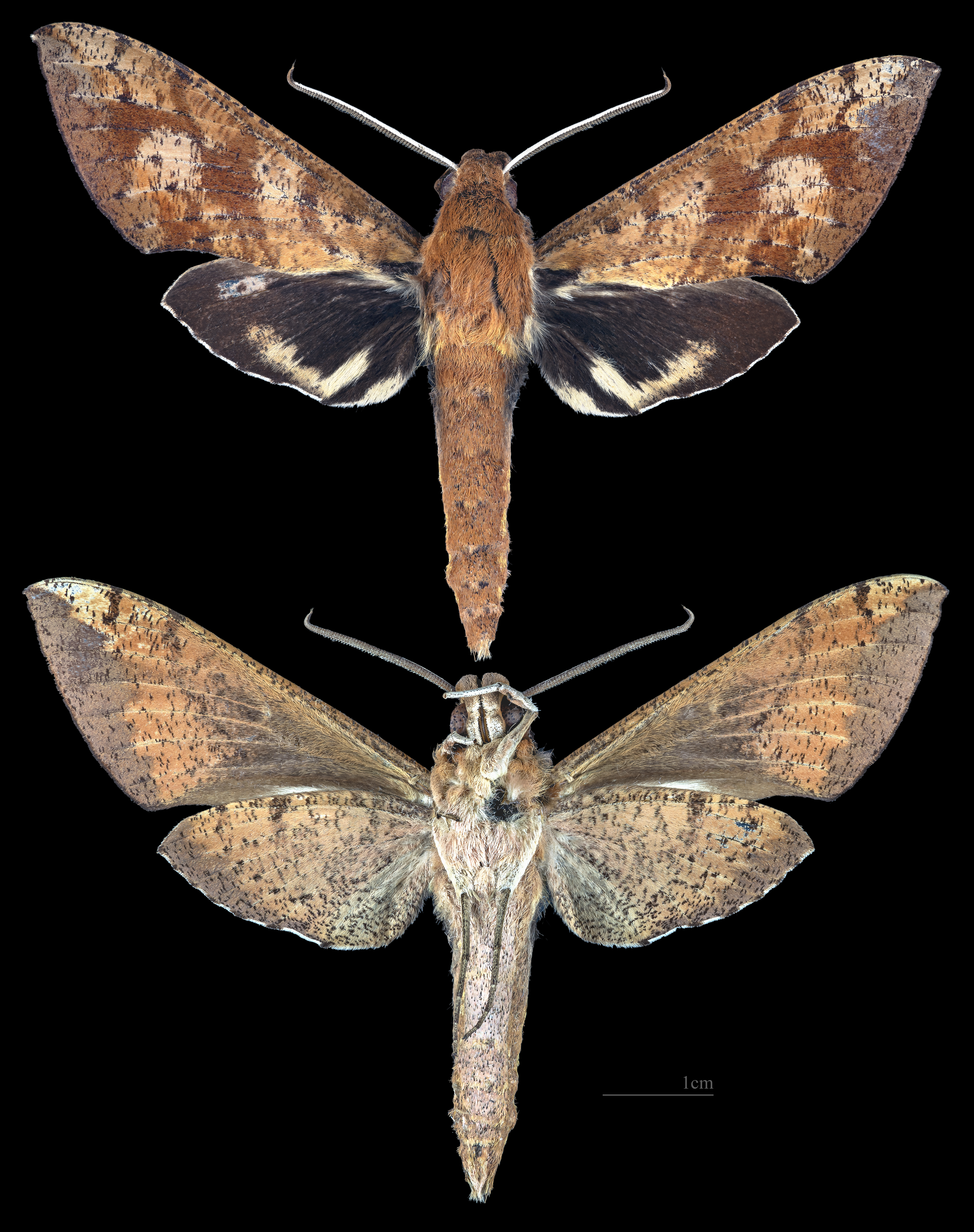
Xylophanes rufescens
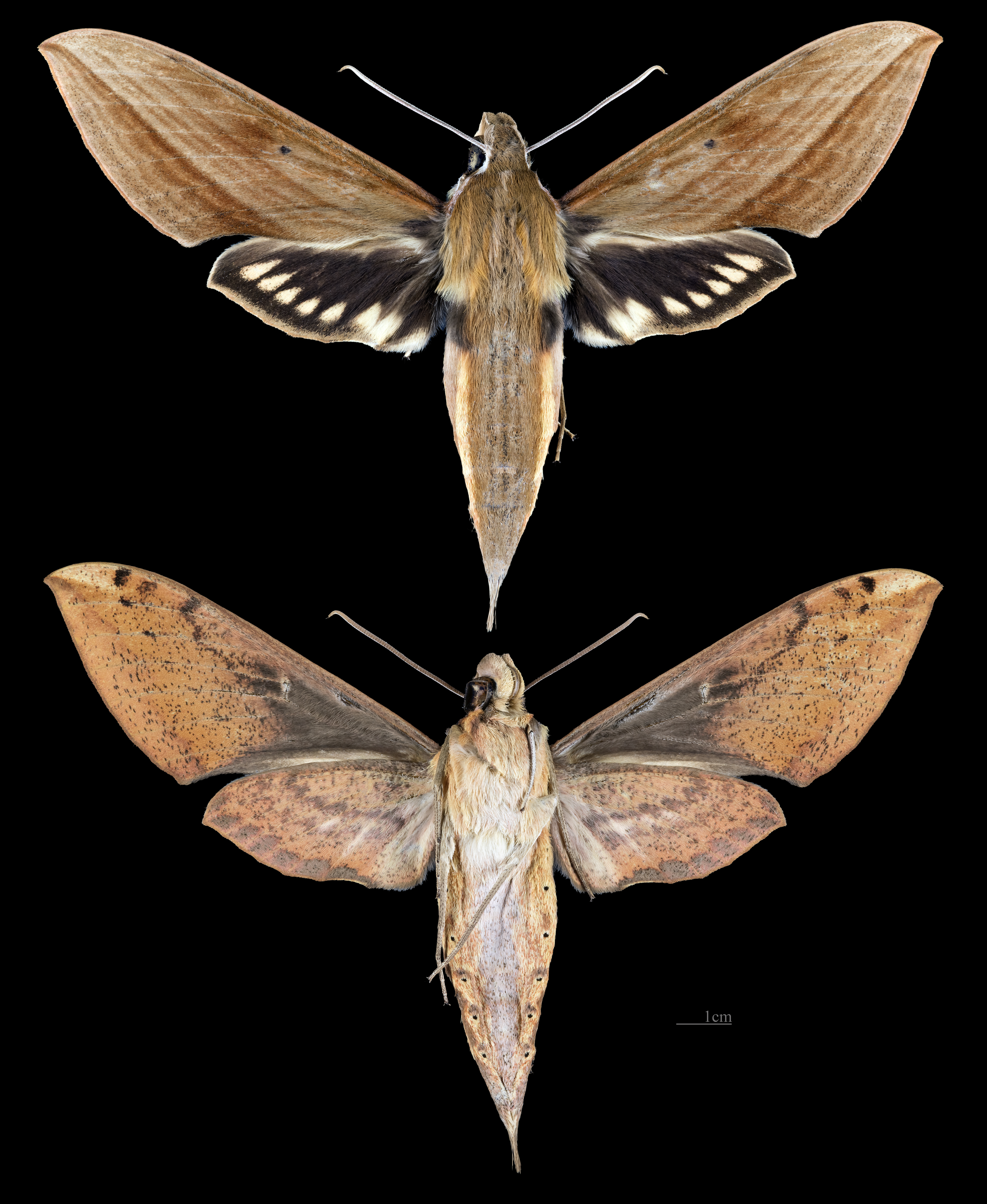
Xylophanes sarae
Xylophanes schausi
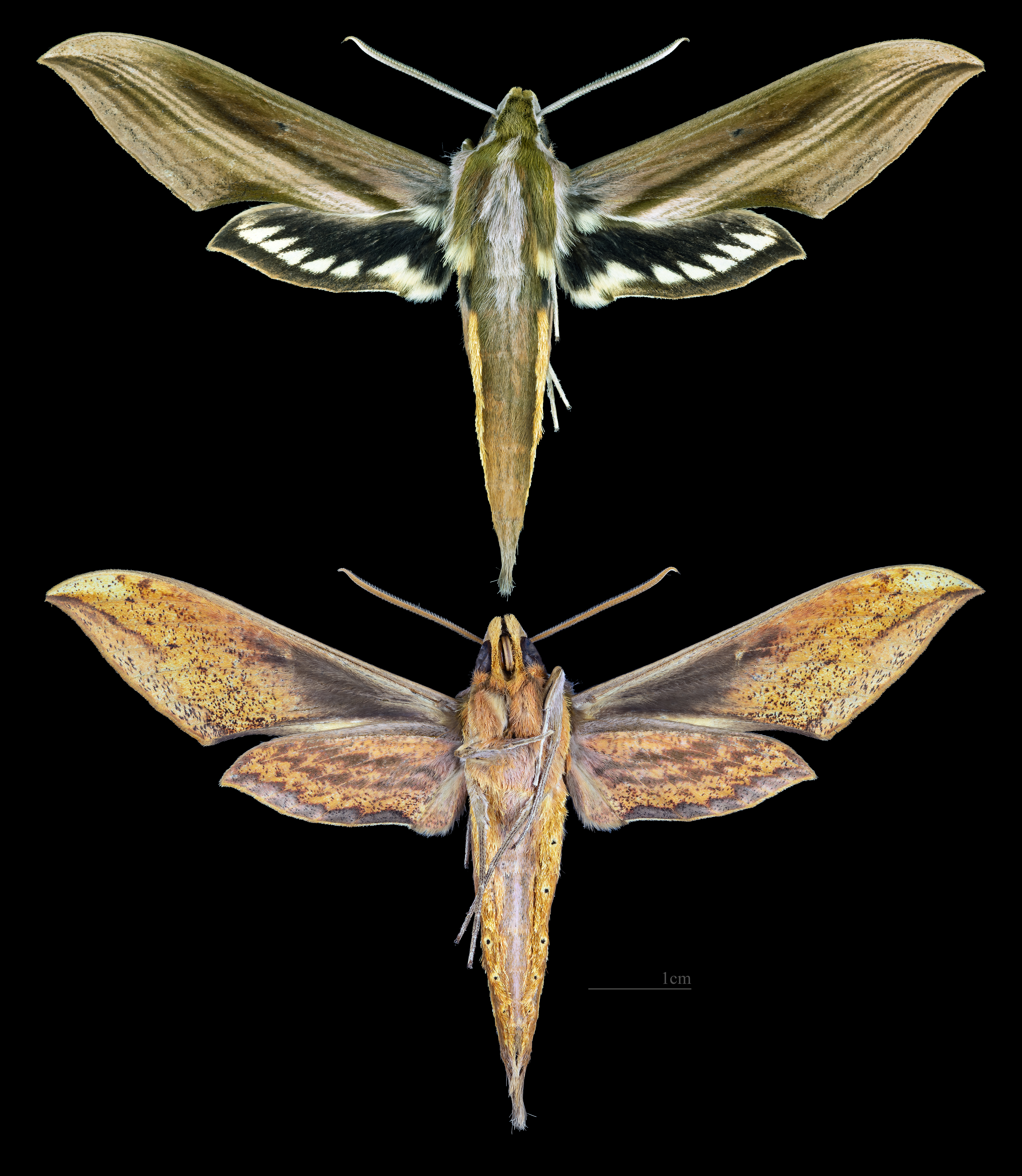
Xylophanes schreiteri
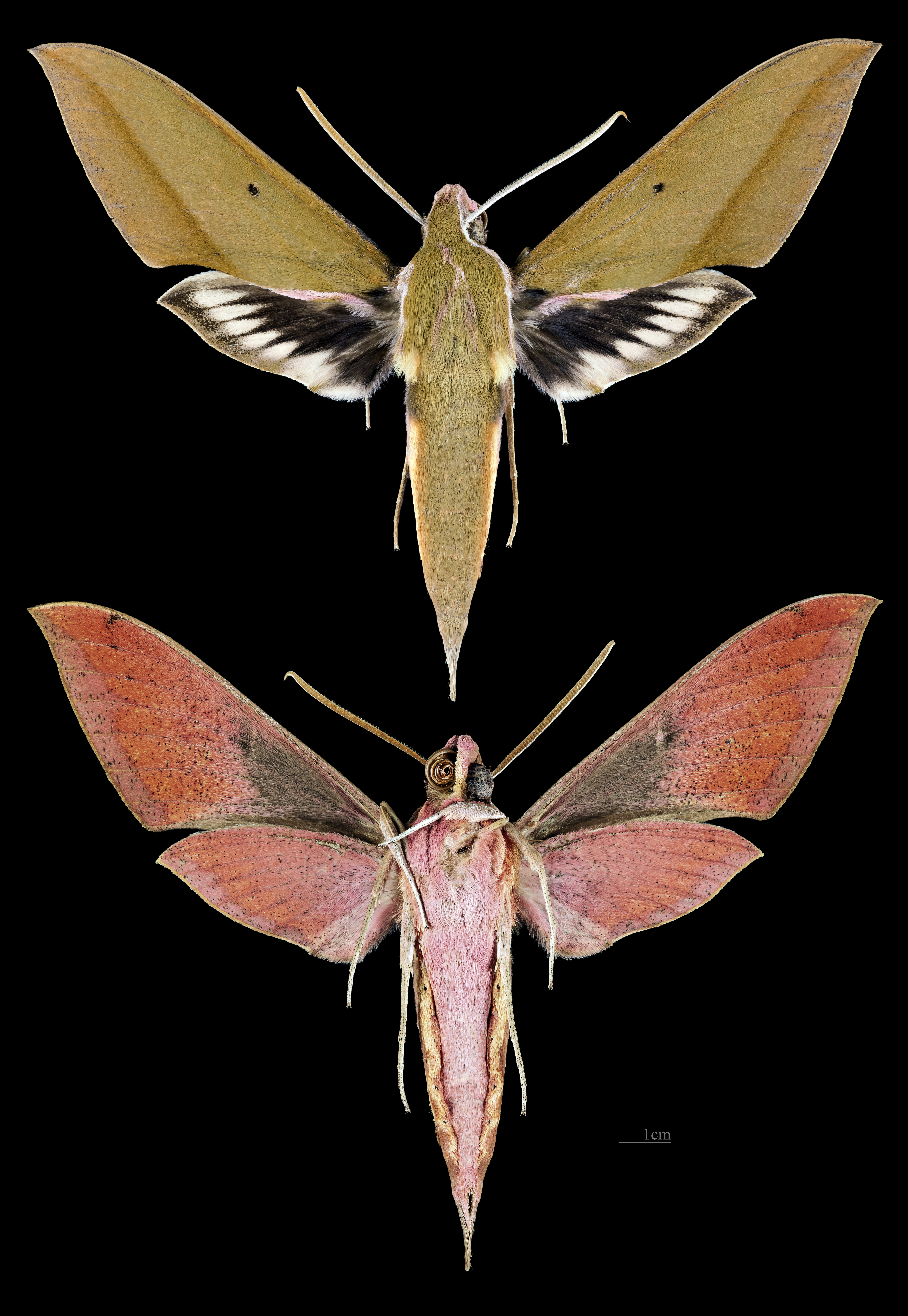
Xylophanes schwartzi
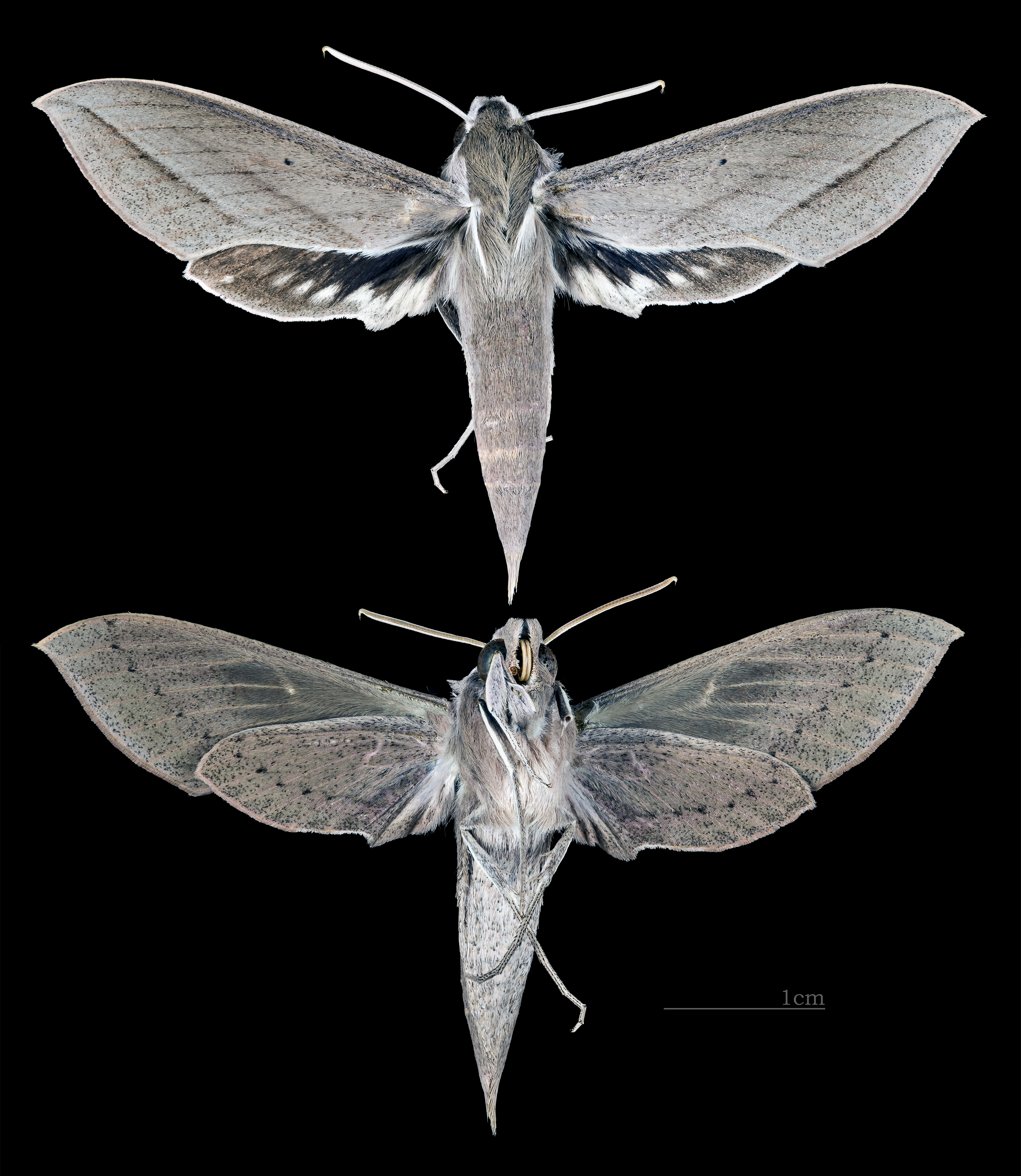
Xylophanes suana
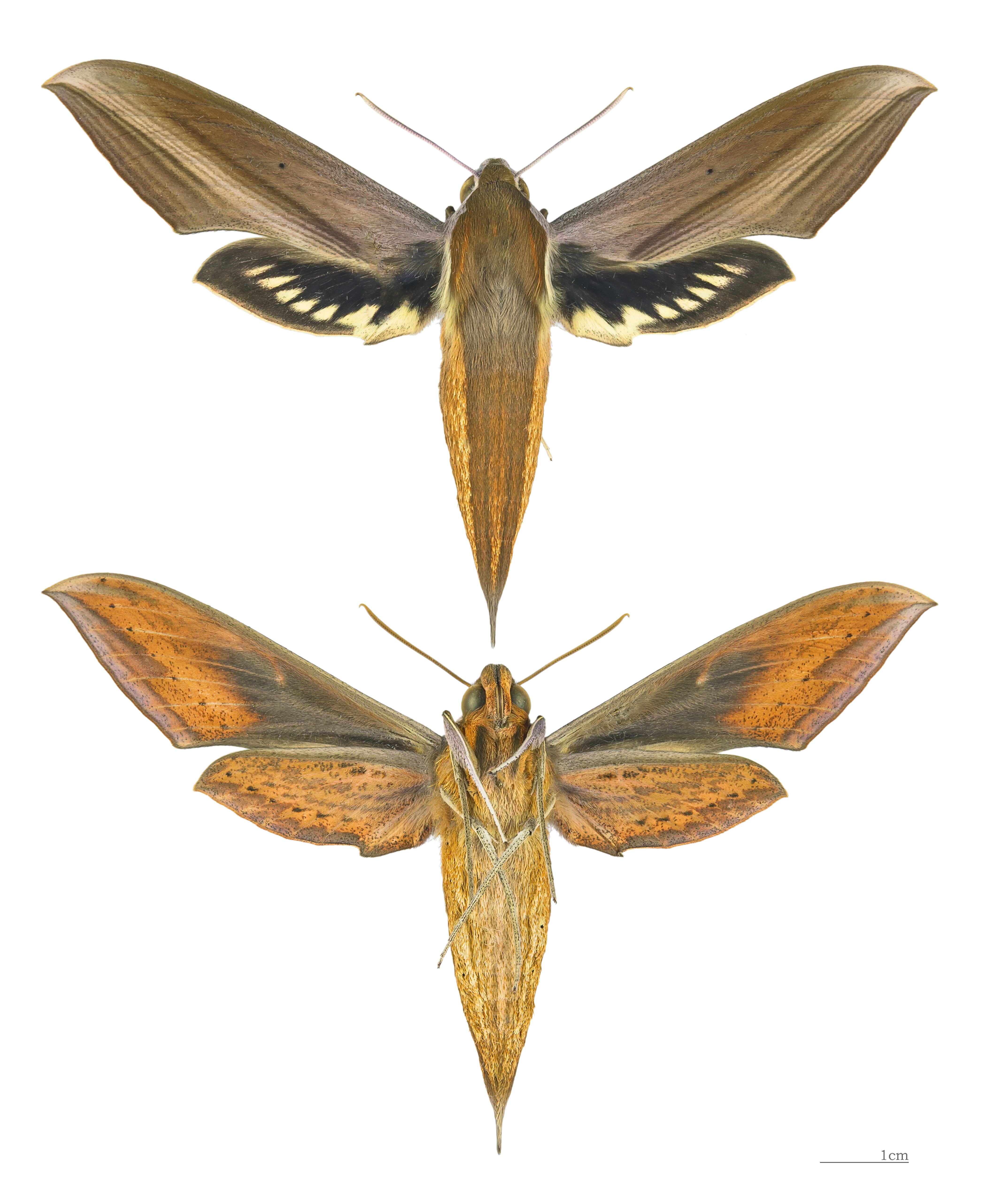
Xylophanes tersa
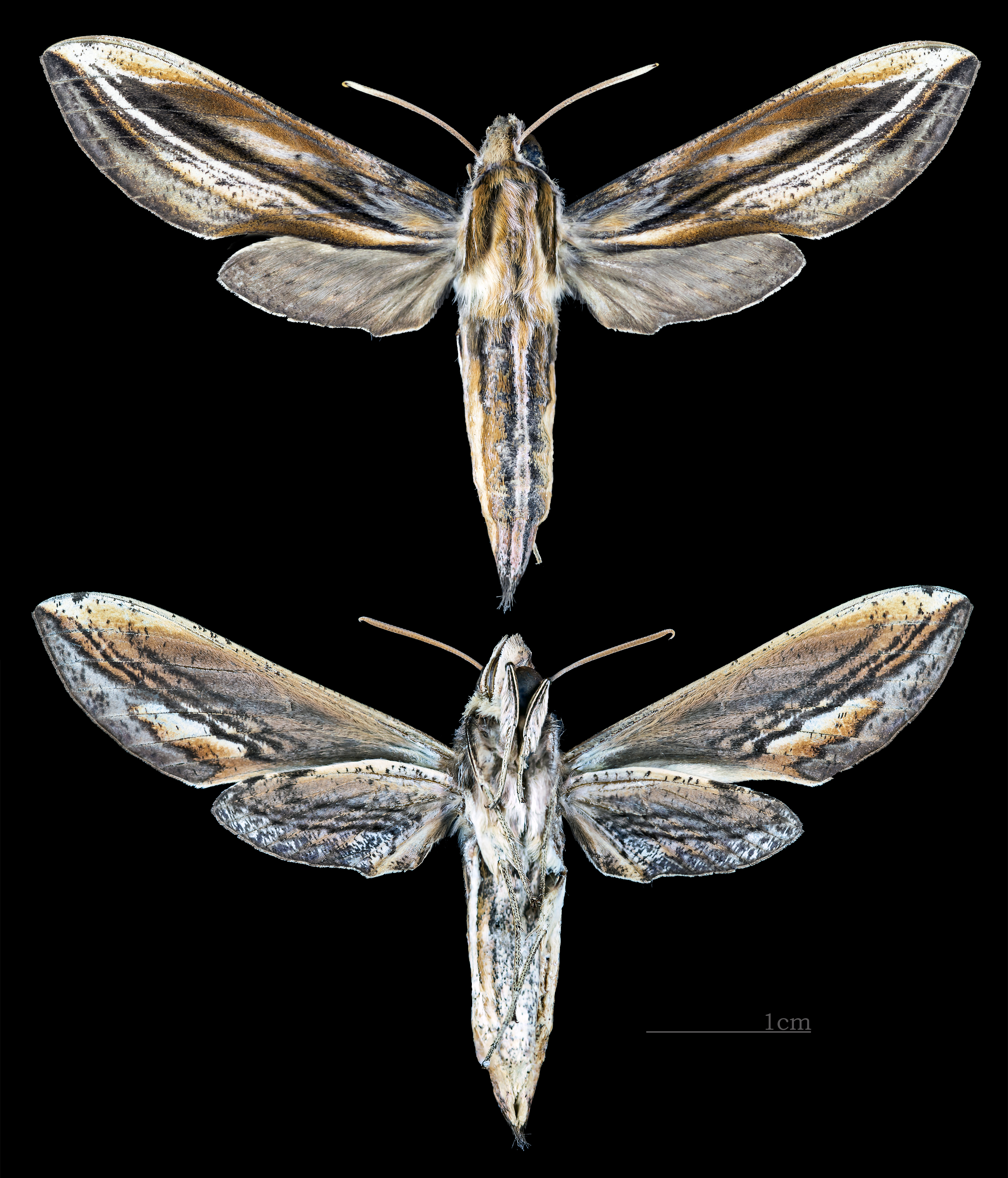
Xylophanes thyelia
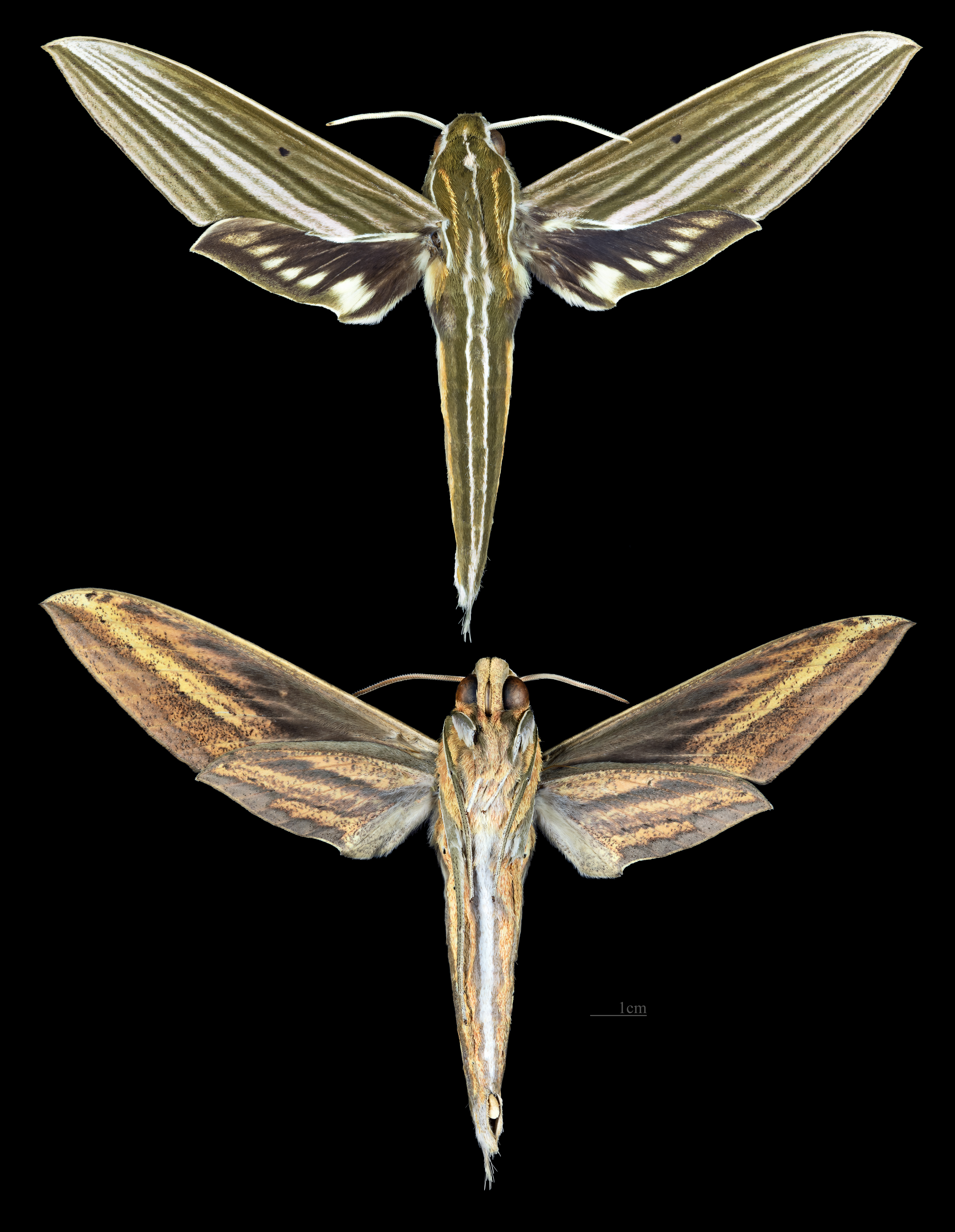
Xylophanes titana
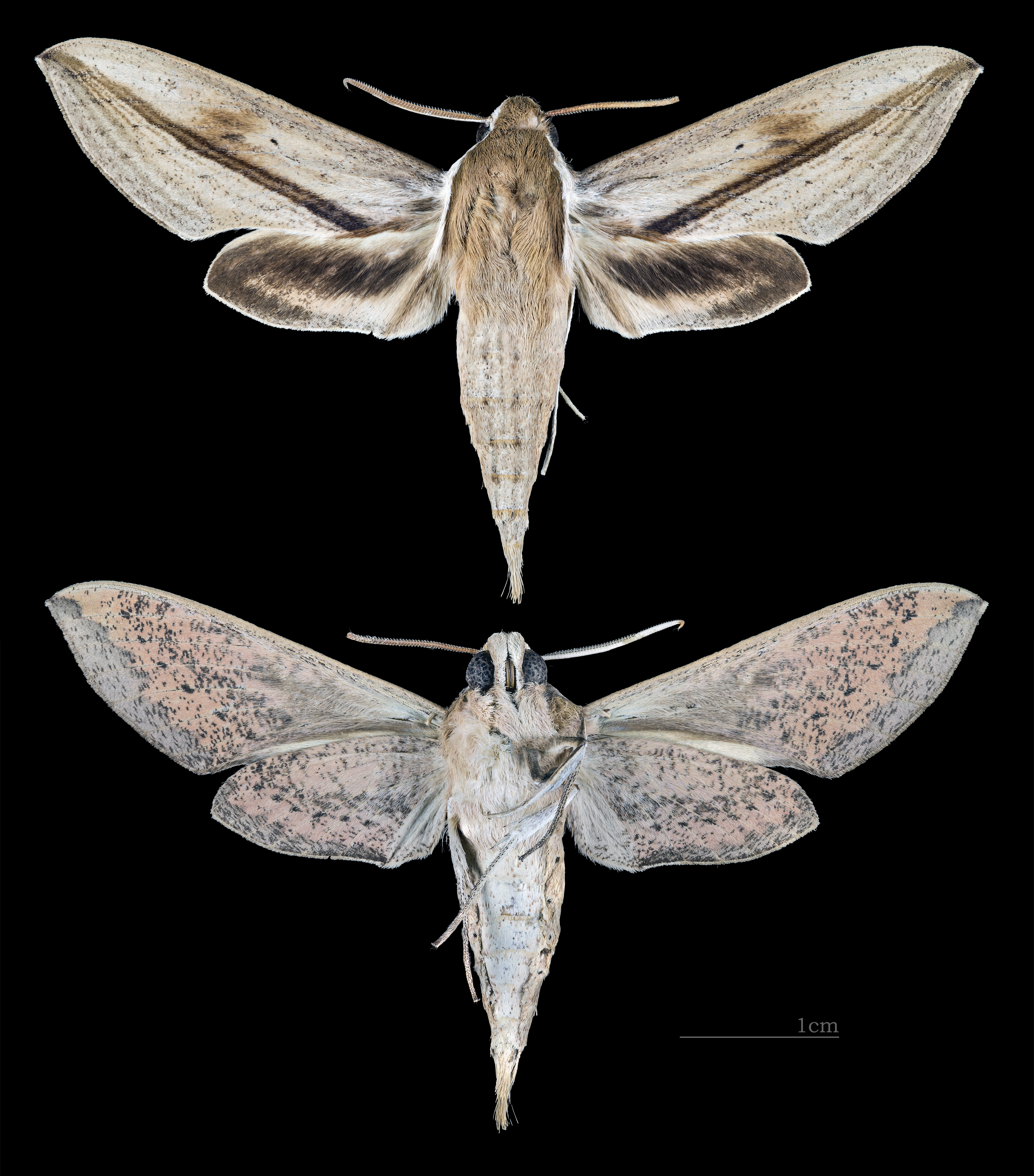
Xylophanes turbata
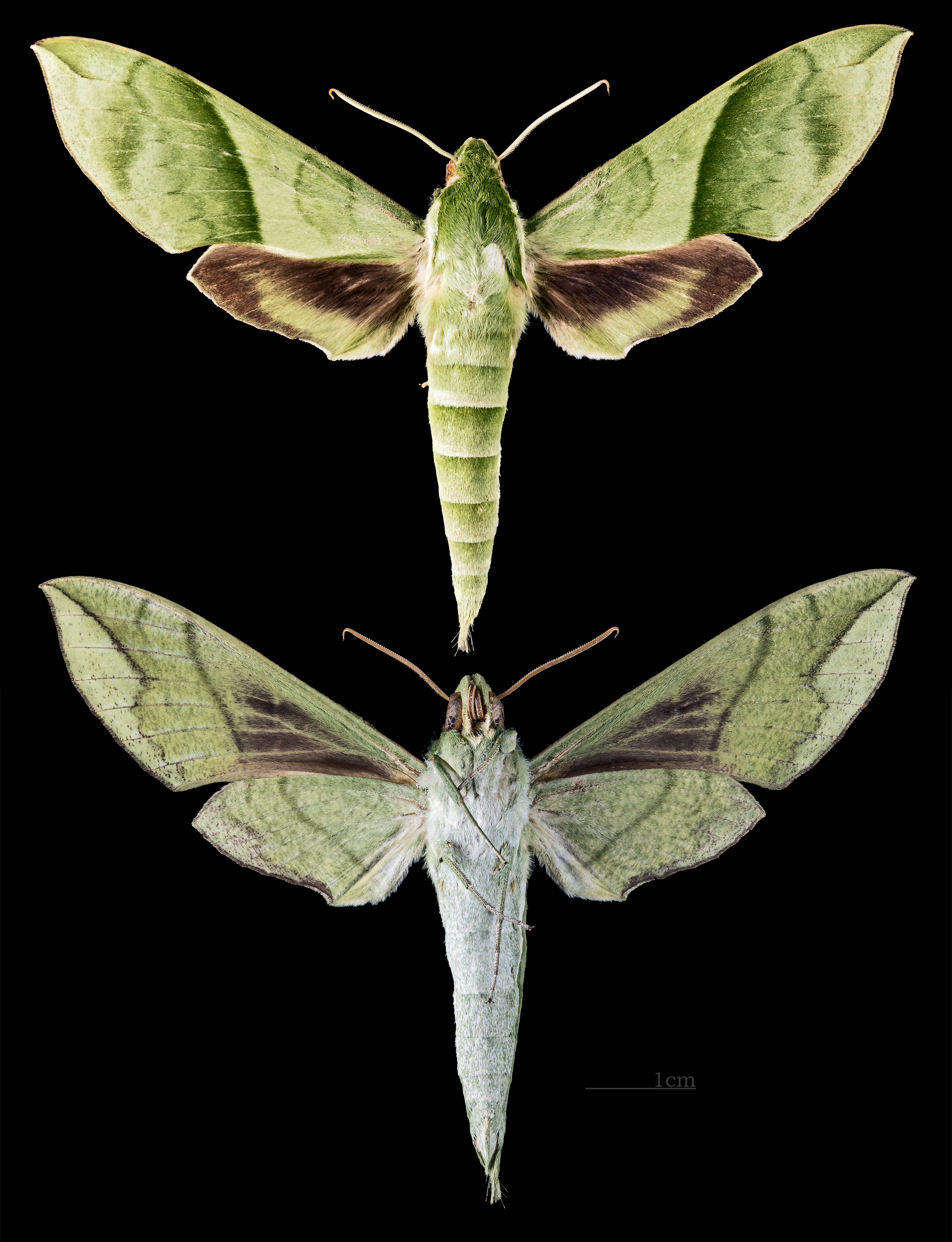
Xylophanes tyndarus
Xylophanes undata
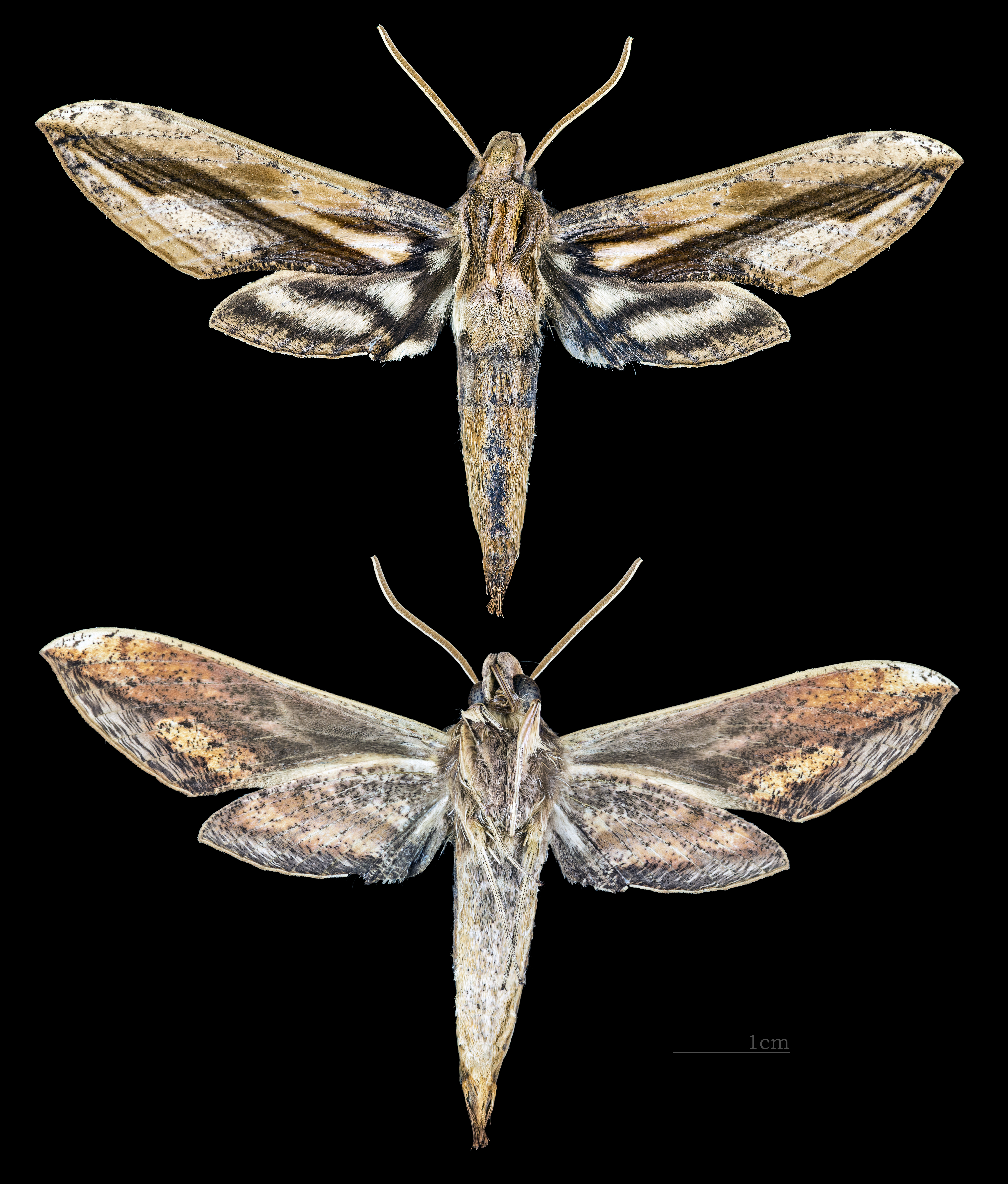
Xylophanes xylobotes
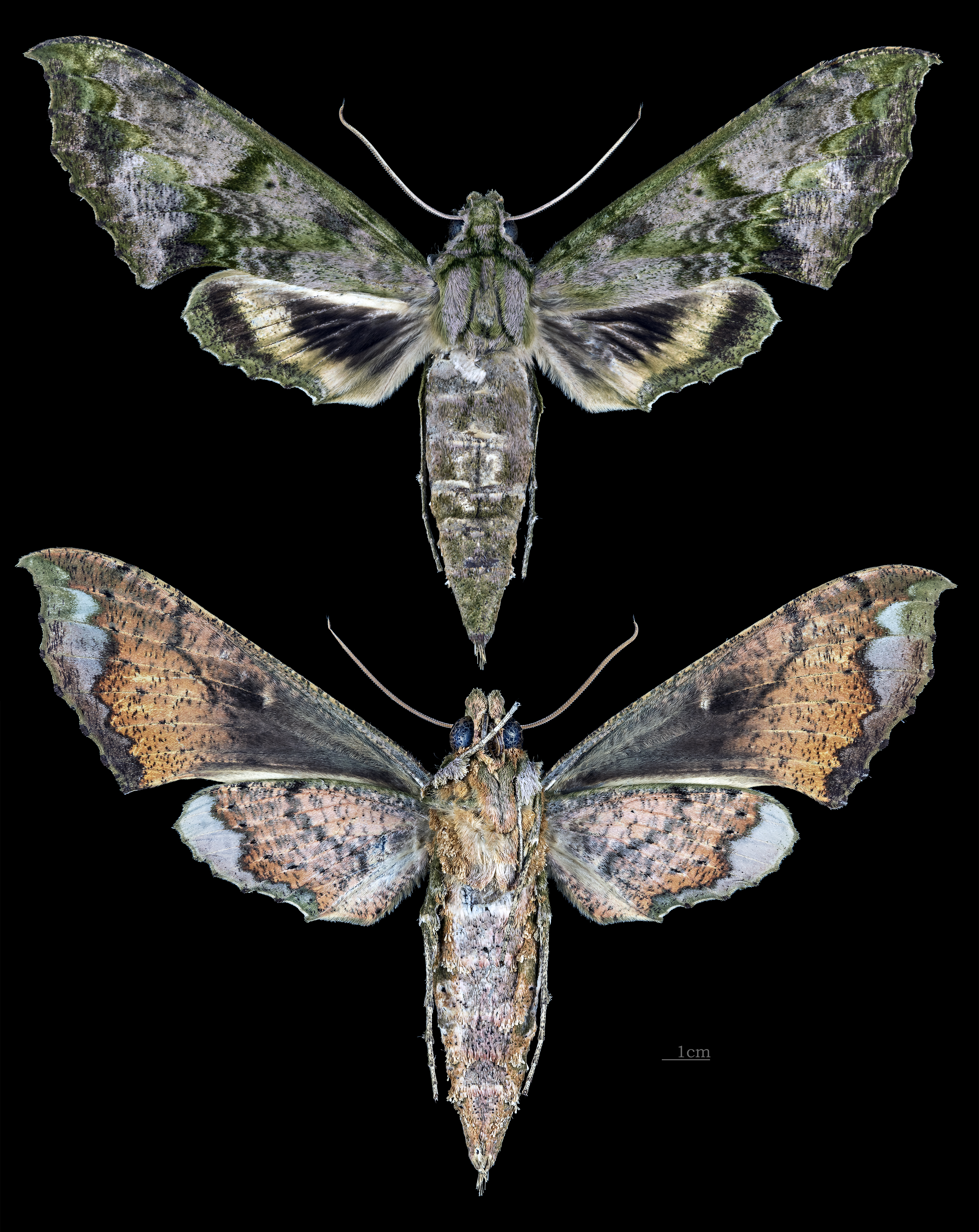
Xylophanes zurcheri